# Rarefação da Camada de Ozono

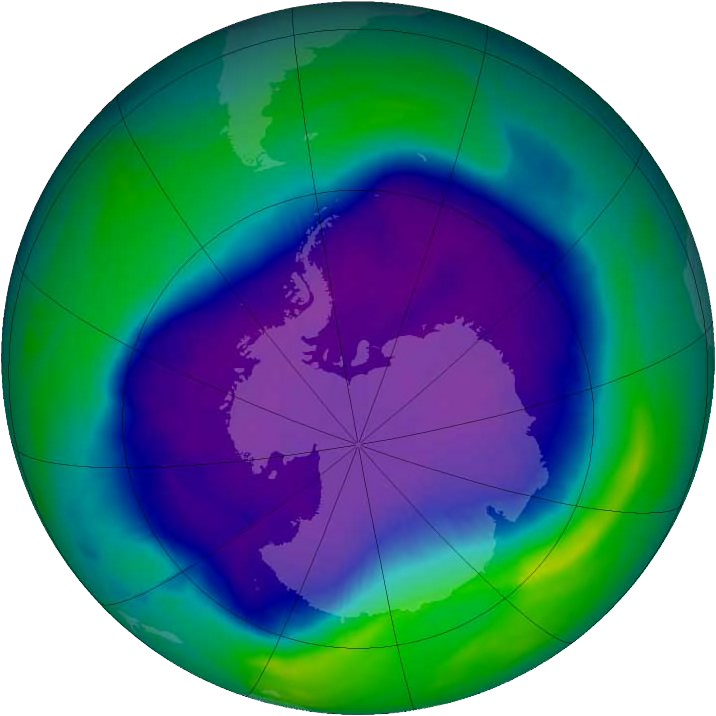
Imagem do maior buraco na camada de ozono da Antártida jamais registrado (Setembro de 2006)

A Rarefação da Camada de Ozono[pt] ou Rarefação da camada de ozônio[br] refere-se ao lento e constante declínio de aproximadamente 4 porcento por década no volume total de ozono na estratosfera da Terra (a camada de ozono) desde o final da década de 1970, e um muito maior, mas sazonal, declínio na camada estratosférica de ozono sobre as regiões polares da Terra durante o mesmo período. Este segundo fenómeno é comumente referido como o buraco da camada de ozono. Além deste conhecida destruição do ozono estratosférico, há também eventos de esgotamento do ozono troposférico, que ocorrem perto da superfície em regiões polares durante a primavera.
A principal causa da destruição da camada de ozono é a fabricação de produtos químicos, especialmente os halocarbonetos refrigerantes, solventes, propulsantes e agentes espumadores( clorofluorocarbonetos (CFCs), HCFCs, haloalcanos ). Estes compostos são transportados para a estratosfera através da mistura turbulenta (após serem emitidos da superfície), misturando muito mais rapidamente do que as moléculas podem assentar. Uma vez na estratosfera, eles libertam átomos de halogénio por meio de fotodissociação, que catalisa a decomposição do ozono (O3) em oxigénio (O2).
O esgotamento da camada de ozono têm gerado preocupação mundial com o aumento dos riscos de cancro e outros efeitos negativos. A camada de ozono impede que os comprimentos de onda UVC (mais nocivos da luz ultravioleta) atravessem a atmosfera da Terra. Esses comprimentos de onda causam cancro da pele, queimaduras solares e cataratas, que aumentaram drasticamente como resultado da rarefação da ozonosfera (além de prejudicar plantas e animais). Essas preocupações levaram à adoção do Protocolo de Montreal em 1987, que proíbe a produção de CFCs, haloalcanos e outros produtos químicos que destroem a camada de ozono.
A proibição entrou em vigor em 1989. Os níveis de ozono estabilizaram-se em meados dos anos 90 e começaram a melhorar nos anos 2000. A recuperação está projetada para continuar no próximo século, e o "buraco" na camada de ozono deverá atingir os níveis anteriores a 1980 por volta de 2075. O Protocolo de Montreal é considerado o acordo ambiental internacional mais bem-sucedido até hoje.

## Observações sobre a depleção da camada de ozônio
O buraco no ozônio é geralmente medido pela redução no total de ozônio da coluna acima de um ponto na superfície da Terra. Isso normalmente é expresso em unidades Dobson; abreviado como "DU". A diminuição mais proeminente do ozônio ocorreu na estratosfera inferior. Diminuições acentuadas no ozônio da coluna na primavera antártica e no início do verão em comparação ao início da década de 1970 e antes foram observadas usando instrumentos como o espectrômetro de mapeamento total do ozônio (TOMS).
De acordo com a NASA e a NOAA, o buraco anual de ozônio - que consiste em uma área de ozônio fortemente empobrecido, alta na estratosfera acima da Antártica, entre 11 e 40 quilômetros acima da superfície - atingiu sua extensão máxima de 6,3 milhões de milhas quadradas em 8 de setembro de 2019 e depois encolheu para menos de 3,9 milhões de milhas quadradas durante o restante de setembro e outubro. Durante anos com condições climáticas normais, o buraco no ozônio normalmente cresce no máximo cerca de 13 milhões de quilômetros quadrados.

## Efeito e distribuição do ozônio atmosférico

Perfil de concentração de ozônio na atmosfera

Efeito do ozônio nas camadas da atmosfera

O ozônio é um componente natural da atmosfera, sendo um gás em baixa concentração que desempenha diferentes funções nas várias camadas atmosféricas. A altura da coluna de ozônio, que representa sua concentração total, é em média de cerca de 350 unidades Dobson, o que equivale a aproximadamente 0,035 metros sob condições padrão. Para comparação, a altura da coluna de toda a atmosfera é cerca de 8.031 metros sob as mesmas condições, enquanto a coluna de argônio, um gás nobre, mede 74 metros, e a de dióxido de carbono, 2,5 metros. Esses números evidenciam quão reduzida é a quantidade de ozônio na atmosfera e a grande sensibilidade da camada de ozônio associada a essa baixa concentração.
Na atmosfera exposta ao sol, o ozônio entre aproximadamente 35 e 70 quilômetros de altitude tem uma vida útil inferior a um dia, uma escala de tempo muito menor do que os processos de transporte atmosférico nessa região. Nessa altitude, a química do ozônio é dominada por processos fotoquímicos em vez de transporte atmosférico. Conforme a radiação solar atravessa a atmosfera, sua intensidade diminui, resultando em menos energia disponível para reações fotoquímicas em altitudes mais baixas. Dessa forma, a vida útil do ozônio abaixo de cerca de 25 quilômetros se estende de meses a anos, e tanto os processos fotoquímicos quanto os de transporte passam a influenciar o equilíbrio de ozônio na baixa estratosfera.
Cerca de 10% de todo o ozônio atmosférico está localizado na troposfera e 90% na estratosfera, onde se encontra a maior parte da camada de ozônio, entre 15 e 30 quilômetros de altitude. Perto da superfície, o ozônio é prejudicial para a saúde humana e para ecossistemas terrestres; na troposfera livre, aumenta a capacidade de oxidação e a decomposição de poluentes; na alta troposfera, contribui para o efeito estufa; e, na estratosfera, absorve a radiação UV. Além de partículas finas, o ozônio próximo ao solo é considerado um poluente atmosférico significativo, responsável por cerca de 700 mil mortes anuais no mundo. O ozônio causa irritação nas membranas mucosas e nos olhos; sua inalação provoca irritação do tecido pulmonar, aumentando a tosse e diminuindo a capacidade física.
Em plantas, o ozônio gera espécies reativas de oxigênio, como o peróxido de hidrogênio, o que reduz a fotossíntese e o crescimento vegetativo. Devido aos impactos prejudiciais do ozônio próximo ao solo sobre o crescimento das plantas, ocorrem perdas econômicas globais, estimadas em 2012 entre 14 e 26 bilhões de dólares. Na Alemanha, o limite de longo prazo para o ozônio ao nível do solo é de no máximo 120 microgramas por metro cúbico, calculado pela média das medições em estações selecionadas. Entre 2000 e 2023, esse valor foi excedido em média 19 dias por ano.
Na troposfera livre, o ozônio reage com a água para formar radicais hidroxila, que interagem com diversos gases orgânicos em baixa concentração, óxidos de nitrogênio e monóxido de carbono, ajudando a degradar poluentes na troposfera. O ozônio troposférico é um dos gases de efeito estufa relevantes, junto ao vapor d’água, dióxido de carbono, metano, clorofluorcarbonetos (CFCs) e óxido nitroso (N₂O). Ele absorve radiação infravermelha em comprimentos de onda entre 9.000 e 10.000 nanômetros, uma faixa espectral onde poucos outros gases absorvem, próximo ao pico de emissão da Terra.
O ozônio estratosférico absorve a maior parte da radiação UV-B, aquecendo a estratosfera e protegendo a superfície terrestre. Na troposfera, as temperaturas caem para menos de -50 °C na tropopausa, enquanto a absorção da radiação UV na estratosfera eleva a temperatura para até 0 °C em altitudes de 50 quilômetros.

## História

### Primeiros trabalhos

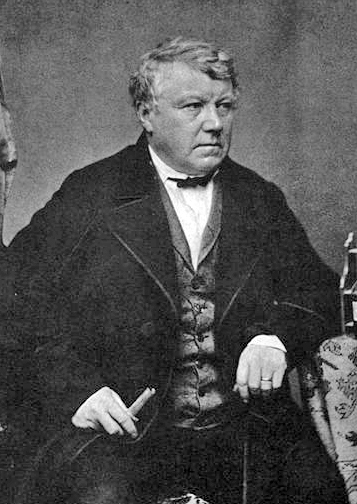
Christian Friedrich Schönbein (1857)

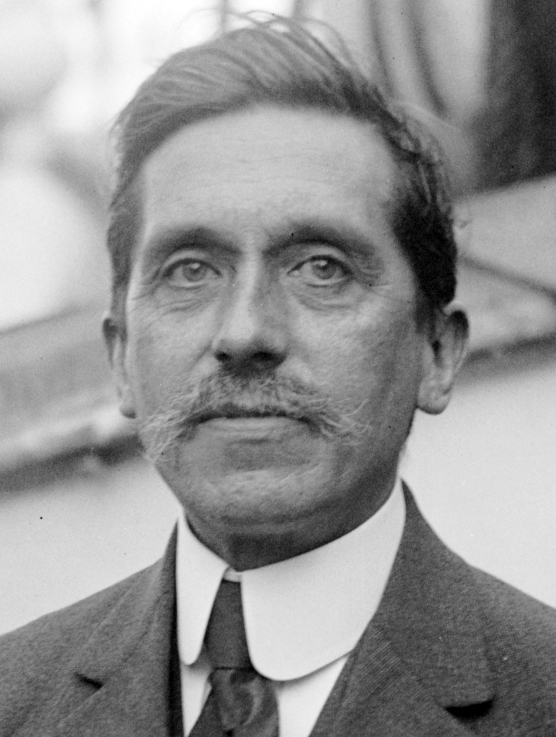
Carlos Fabry

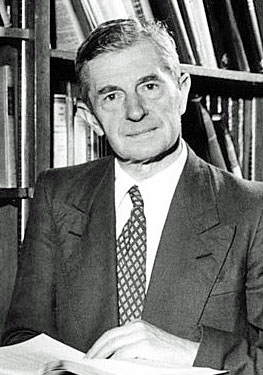
Sydney Chapman

Em 1839, o químico germano-suíço Christian Friedrich Schönbein anunciou ter descoberto uma nova substância, que chamou de "ozônio", derivando o nome da palavra grega ozein ( ὄζειν ), que significa "a coisa cheirosa". Ao realizar experimentos de eletrólise da água, ele percebeu um odor característico, indicando a presença de um novo composto, que se tratava de uma forma alotrópica de oxigênio. Schönbein sugeriu que o ozônio poderia ter um papel importante na atmosfera como desinfetante contra doenças epidêmicas e incentivou a realização de medições precisas de ozônio no ar. Para isso, ele criou um "ozonômetro" feito de papel de amido iodado, mas os dados obtidos eram pouco confiáveis devido à interferência de fatores climáticos, como velocidade do vento e umidade.
Outro avanço no estudo do ozônio atmosférico ocorreu em 1878, quando o físico francês Alfred Cornu descobriu que o espectro solar que chegava à Terra tinha uma interrupção abaixo de 300 nanômetros. Em 1881, o químico irlandês Walter Noel Hartley, com base em estudos espectroscópicos, propôs que essa absorção era causada pelo ozônio, levando ao reconhecimento da chamada "banda de Hartley" na faixa de comprimento de onda entre 200 e 300 nanômetros. As medições de Hartley concluíram que o ozônio era um componente natural da atmosfera terrestre.
As propriedades espectroscópicas do ozônio, descobertas por Hartley, abriram caminho para que se medisse a quantidade total de ozônio na atmosfera. Em 1920, os físicos franceses Charles Fabry e Henri Buisson construíram um espectrógrafo e mediram a espessura da camada de ozônio sobre Marselha, calculando que ela teria cerca de 3 milímetros em condições padrão. Eles também sugeriram que o ozônio era produzido pela radiação ultravioleta solar, formando uma camada a aproximadamente 50 km de altitude.
Um avanço significativo na medição do ozônio foi feito por Gordon Dobson, que desenvolveu espectrofotômetros específicos para esse propósito, permitindo medições regulares da quantidade total de ozônio ao longo do tempo. A unidade "Dobson" foi criada em sua homenagem para medir a espessura da camada de ozônio.
O geofísico Paul Götz e outros demonstraram que a concentração de ozônio na baixa atmosfera era baixa, com medições que indicavam espessuras de apenas alguns centésimos de milímetro por quilômetro. Em 1926, no Observatório de Arosa, fundado por Götz, foram iniciadas as mais longas medições contínuas de ozônio atmosférico. As medições de Götz ajudaram a identificar que a concentração máxima de ozônio está a altitudes de 20 a 22 quilômetros.
Em 1930, o geofísico britânico Sydney Chapman propôs uma teoria fotoquímica para a formação e destruição do ozônio na estratosfera, conhecida como ciclo ozônio-oxigênio ou ciclo de Chapman. Esse modelo explicava a produção e degradação do ozônio por meio de reações entre moléculas de oxigênio, átomos de oxigênio, luz UV e outras partículas neutras, descrevendo a distribuição do ozônio na estratosfera.

### Desenvolvimento de clorofluorcarbonos
Também em 1930, a Frigidaire, subsidiária da General Motors e uma das principais fabricantes de refrigeradores nos Estados Unidos, buscava uma alternativa segura e não inflamável para os refrigerantes em uso na época. Até o final dos anos 1920, substâncias como amônia, clorometano e dióxido de enxofre eram usadas em sistemas de refrigeração e ar-condicionado, mas esses compostos apresentavam riscos devido à toxicidade ou inflamabilidade. Thomas Midgley, então pesquisador na General Motors, foi encarregado de solucionar esse problema.
Com o apoio de Albert Leon Henne, Midgley focou na síntese de clorofluorcarbonos (CFCs), que eram atóxicos e altamente estáveis quimicamente. O primeiro CFC lançado no mercado foi o diclorodifluorometano, conhecido comercialmente como "Freon 12". Para produzir e comercializar refrigerantes à base de CFC, a General Motors e a DuPont fundaram a Kinetic Chemical Company em 1930. Em reconhecimento ao seu trabalho, Midgley foi premiado em 1937 com a Medalha Perkin pela Sociedade da Indústria Química. Em pouco tempo, o Freon e outros CFCs similares substituíram os refrigerantes tóxicos e inflamáveis anteriormente utilizados.
Em 1937, aproximadamente metade das famílias americanas já possuía um refrigerador com CFCs. O consumo mundial desses compostos, como o triclorofluorometano e o diclorodifluorometano, cresceu rapidamente, alcançando quase um milhão de toneladas em 1974. Eles passaram a ser usados em sistemas de ar-condicionado, extintores de incêndio, espumas de poliestireno e poliuretano e como solventes na microeletrônica. Cerca de 70% dos CFCs foram empregados como propelentes em aerossóis para produtos como laquê, desodorantes, inseticidas e outras aplicações. Desde a sua criação na década de 1930 até o início dos anos 1970, esses compostos foram amplamente aceitos comercialmente, sem que houvesse questionamentos sobre o que ocorria com eles após serem liberados no ambiente.

### Paradeiro dos clorofluorocarbonos
As primeiras evidências da presença de clorofluorcarbonos (CFCs) na atmosfera foram obtidas por James Lovelock, no início dos anos 1970, ao utilizar um cromatógrafo a gás com detector de captura de elétrons, inventado por ele. Durante férias na Península de Beara, na Irlanda, Lovelock detectou triclorofluorometano, um composto que não possui fontes naturais conhecidas e cuja origem estava distante do local de medição. Posteriormente, ele encontrou esse CFC em amostras de ar coletadas na Antártica durante uma expedição com o navio de pesquisa RV Shackleton da British Antarctic Survey. As medições de Lovelock evidenciaram que, uma vez emitidos, os CFCs permanecem na atmosfera e são dispersos globalmente por meio de processos de transporte atmosférico.

Vencedor do Prêmio Nobel de Química em 1995
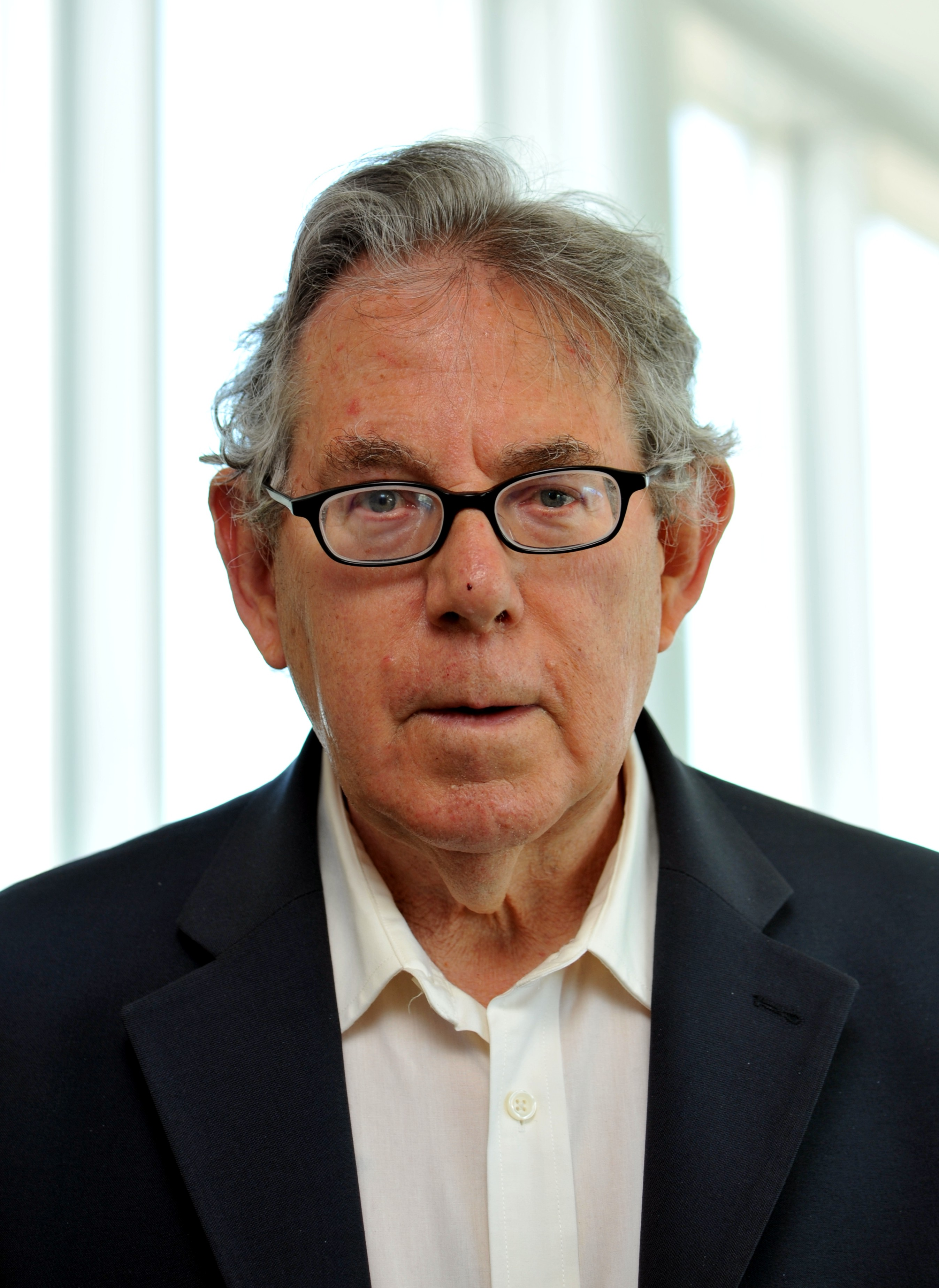
Paul Crutzen
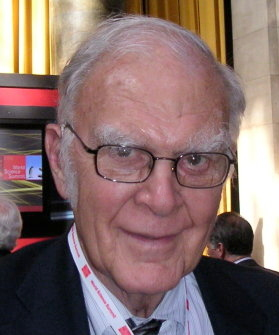
F. Sherwood Rowland
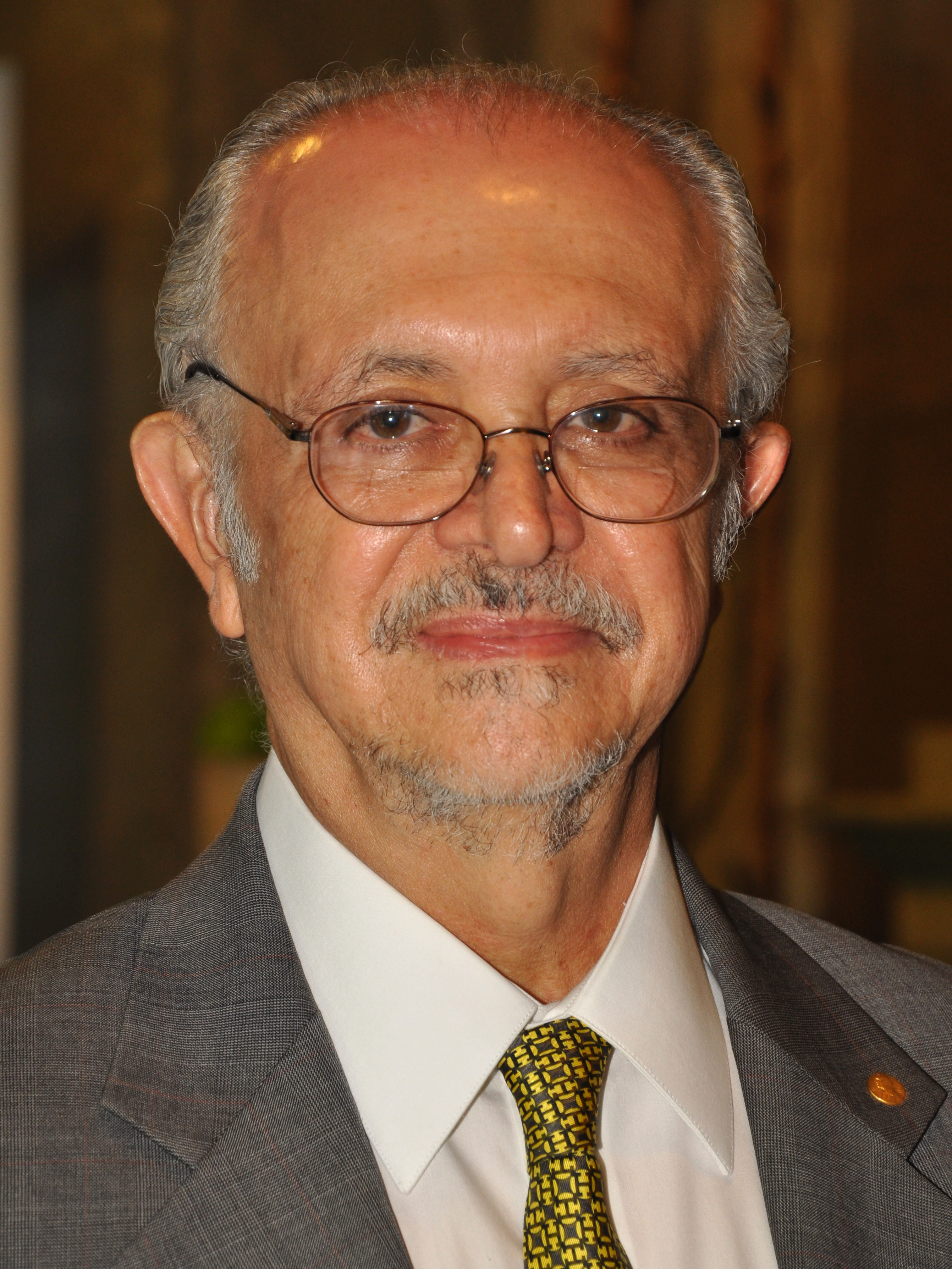
Mário Molina

No final dos anos 1960, começaram debates públicos sobre os danos potenciais à camada de ozônio por causa de uma frota planejada de aviões supersônicos que voariam na estratosfera. Paul J. Crutzen e Harold S. Johnston demonstraram que óxidos de nitrogênio liberados na estratosfera poderiam afetar a camada de ozônio, enquanto Richard S. Stolarski e Ralph J. Cicerone identificaram que cloro atômico e monóxido de cloro desencadeiam ciclos catalíticos, semelhantes aos dos óxidos de nitrogênio, que também poderiam destruir a ozonosfera. Em 1975, Steven C. Wofsy apontou que o bromo e o monóxido de bromo poderiam ter efeitos semelhantes.
Em 1974, Frank Sherwood Rowland e Mario J. Molina publicaram na revista Nature um estudo sugerindo que os CFCs, inertes na baixa atmosfera, poderiam liberar cloro atômico ao serem expostos à radiação UV na estratosfera, o que acabaria afetando a camada de ozônio. Esse estudo gerou grande repercussão, principalmente nos Estados Unidos, e incentivou a proibição dos CFCs em várias regiões. Pelo trabalho sobre "química atmosférica, particularmente na formação e destruição do ozônio", Crutzen, Rowland e Molina foram agraciados com o Prêmio Nobel de Química em 1995.

### Descoberta do buraco na camada de ozônio

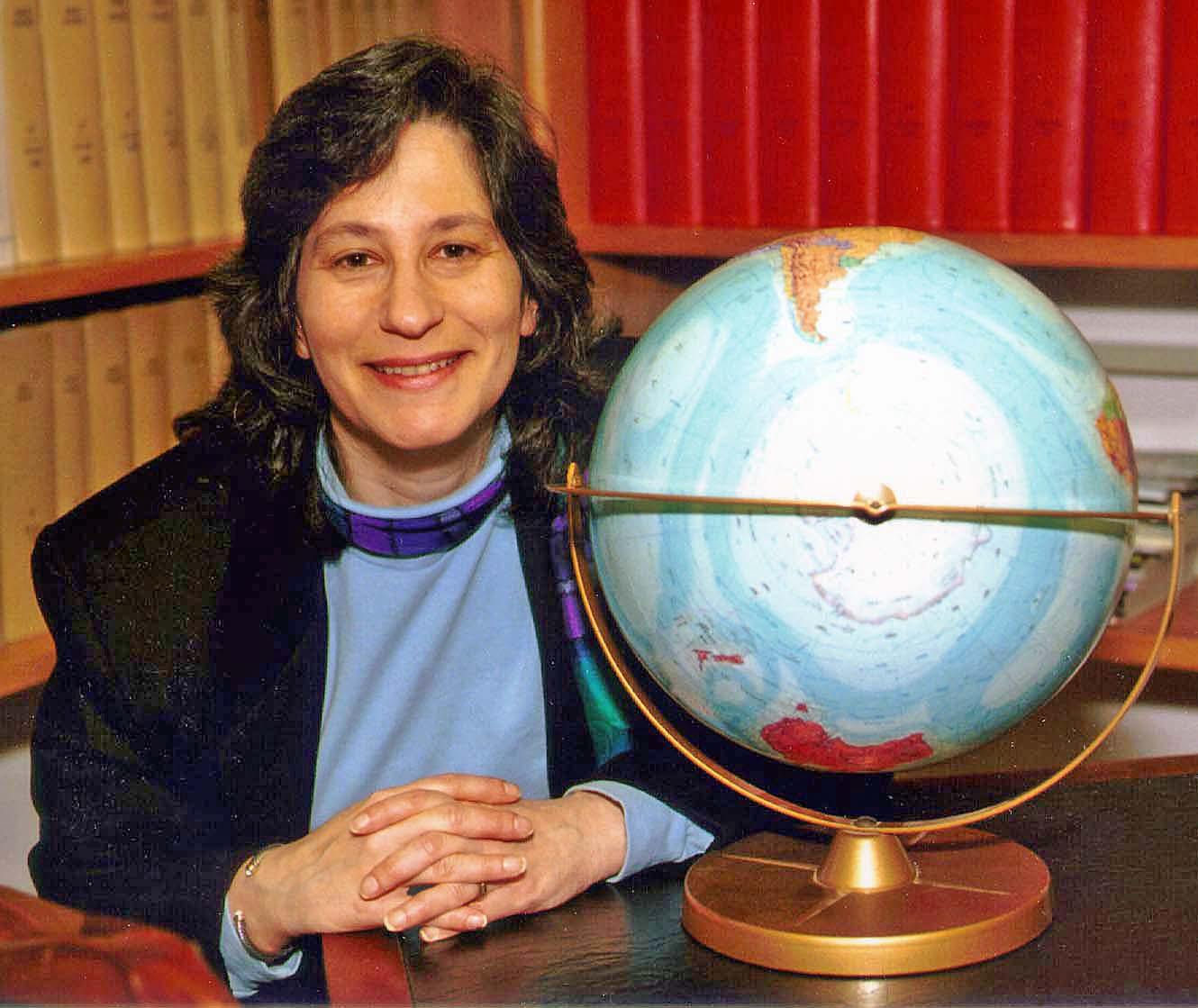
Susan Solomon (2004)

Estimava-se que a destruição global do ozônio pelos CFCs aconteceria lentamente, causando uma redução de pequena porcentagem na camada, o que, segundo cálculos da EPA, resultaria em aumento da radiação UV-B e, consequentemente, em mais casos de câncer de pele. No entanto, em 1985, Joe Farman publicou um estudo revelando uma descoberta surpreendente: uma redução quase completa do ozônio sobre o Polo Sul na primavera antártica, que pela primeira vez chamou a atenção mundial para o "buraco" na camada de ozônio. Esse buraco corresponde a uma área onde a concentração total de ozônio cai para menos de 220 unidades Dobson.
Investigações posteriores mostraram que os dispositivos de medição a bordo dos satélites Nimbus da NASA, registraram essa destruição da camada de ozônio e identificaram o próprio buraco. No entanto, os algoritmos usados para processar os dados interpretaram os valores extremamente baixos de ozônio como erros de medição, descartando-os. Uma nova análise dos dados brutos dos instrumentos do satélite confirmou posteriormente a formação do buraco na camada de ozônio. A descoberta de que essa destruição severa do ozônio antártico ocorreu em poucos anos, desde o final dos anos 1970, gerou grande preocupação.
Inicialmente, a causa da destruição significativa do ozônio sobre a Antártica na primavera era desconhecida. Em 1986, a cientista atmosférica Susan Solomon propôs que o problema estava ligado à formação de gases de "reservatório" em reações que ocorrem nas nuvens estratosféricas polares. Esses gases reativos, ao serem expostos à luz solar da primavera antártica, causam uma destruição intensiva do ozônio. A pesquisa de Solomon incentivou estudos sobre as reações heterogêneas nas nuvens estratosféricas polares, além do papel dos aerossóis na ativação de gases de "reservatório" cataliticamente inativos, como o cloreto de hidrogênio e o nitrato de cloro.
Não foi só na Antártica que a camada de ozônio sofreu grandes perdas. Em 1992 e 1993, medições terrestres e satélites registraram níveis extremamente baixos de ozônio globalmente, com uma redução média de 11 a 13% na América do Norte, Europa e Sibéria, em relação ao nível normal.

### Século 21

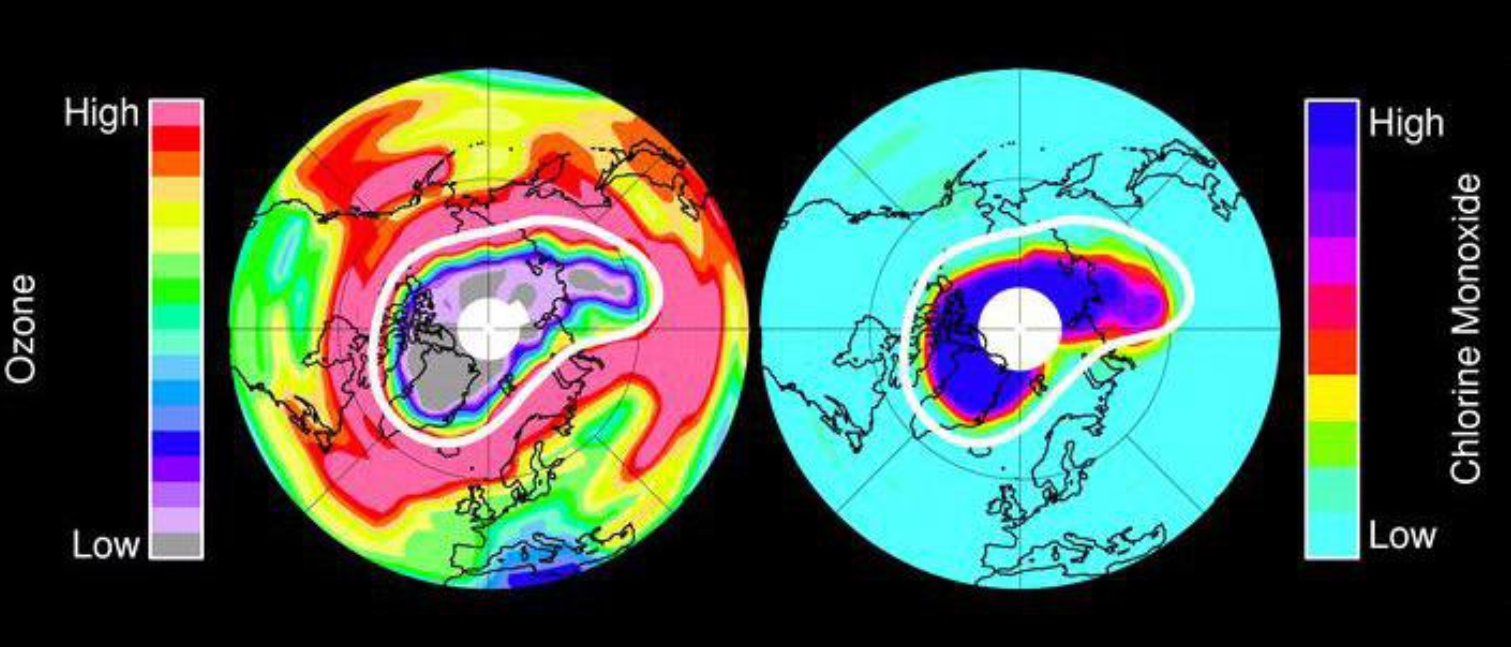
Níveis de ozônio e monóxido de cloro no Ártico em março de 2011, observados pela espaçonave Aura da NASA

No século 21, avanços importantes foram alcançados na compreensão das nuvens estratosféricas polares e seu papel nas reações heterogêneas que afetam a camada de ozônio. Com a ajuda de medições espectrométricas de massa realizadas por balões, foi possível detectar partículas grandes, incluindo o tri-hidrato de ácido nítrico, que se sedimentam rapidamente, promovendo a desnitrificação na baixa estratosfera. Medições de LIDAR identificaram partículas líquidas em nuvens polares, compostas por soluções ternárias super-resfriadas de ácido sulfúrico, ácido nítrico e água. Tanto a desnitrificação quanto a ativação de gases de reserva em aerossóis com ácido sulfúrico contribuem para a destruição da camada de ozônio polar.
Pesquisas contínuas, que envolvem observações atmosféricas, experimentos laboratoriais e modelos numéricos de química climática, permitiram simular processos físicos, dinâmicos e químicos complexos, incluindo variações na atividade solar, erupções vulcânicas significativas, impactos antropogênicos e o aumento dos gases de efeito estufa troposféricos, que resfriam a estratosfera. Com base nessas simulações computacionais, estima-se que a camada de ozônio poderá se recuperar totalmente até meados do século, embora os modelos científicos estejam sujeitos a incertezas consideráveis devido às diversas interações atmosféricas envolvidas.
Destruições inesperadas da camada de ozônio também foram observadas fora da Antártica. Em dezembro de 2003, uma queda superior a 20% no ozônio total foi registrada no Planalto Tibetano, provavelmente causada pela movimentação de massas de ar com baixo teor de ozônio vindas dos subtrópicos. Em 2004, uma destruição severa de ozônio no Ártico foi associada ao aumento da atividade do vento solar, que liberou elétrons e prótons de alta energia na atmosfera terrestre, aumentando a produção de óxidos de nitrogênio. Esse processo, amplificado pelo forte vórtice estratosférico do Ártico, levou à destruição significativa do ozônio em altitudes acima de 40 km. No inverno de 2010-2011, um dos mais frios registrados no Ártico, cerca de metade do ozônio da região foi destruída, criando um "buraco" semelhante ao que ocorre regularmente na Antártica.

## Medidas Políticas

### No Estados Unidos da América

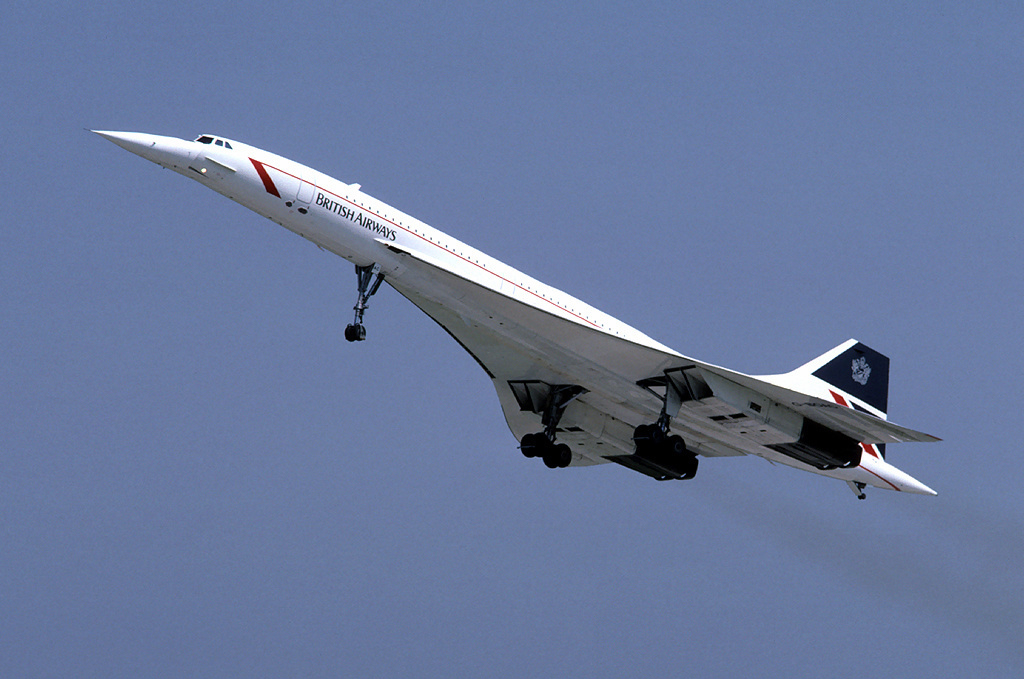
Concorde da British Airways

A questão da destruição da camada de ozônio tornou-se um tema importante na política ambiental a partir da década de 1970, especialmente nos Estados Unidos, quando começaram as investigações sobre o impacto das emissões de aeronaves supersônicas na destruição do ozônio estratosférico. Esse interesse surgiu com o desenvolvimento do Concorde pela França e pelo Reino Unido, do Tupolev Tu-144 pela União Soviética e dos planos para a construção do Boeing 2707 nos Estados Unidos. O Instituto de Tecnologia de Massachusetts alertou para os possíveis danos causados pelas emissões de exaustos de uma frota planejada de aeronaves supersônicas, destacando que tais emissões poderiam gerar poluição na estratosfera, prejudicando a camada de ozônio. O químico atmosférico Harold S. Johnston, então professor associado na Universidade de Stanford, demonstrou que os óxidos de nitrogênio presentes nas emissões seriam particularmente prejudiciais para o ozônio estratosférico.
Os países europeus, principalmente o Reino Unido e a França, onde o Concorde foi desenvolvido, duvidaram da seriedade das preocupações ambientais americanas, interpretando-as mais como uma questão econômica do que ecológica. Estes países expressaram descontentamento com o que consideravam um "neocolonialismo ambiental" por parte dos EUA.

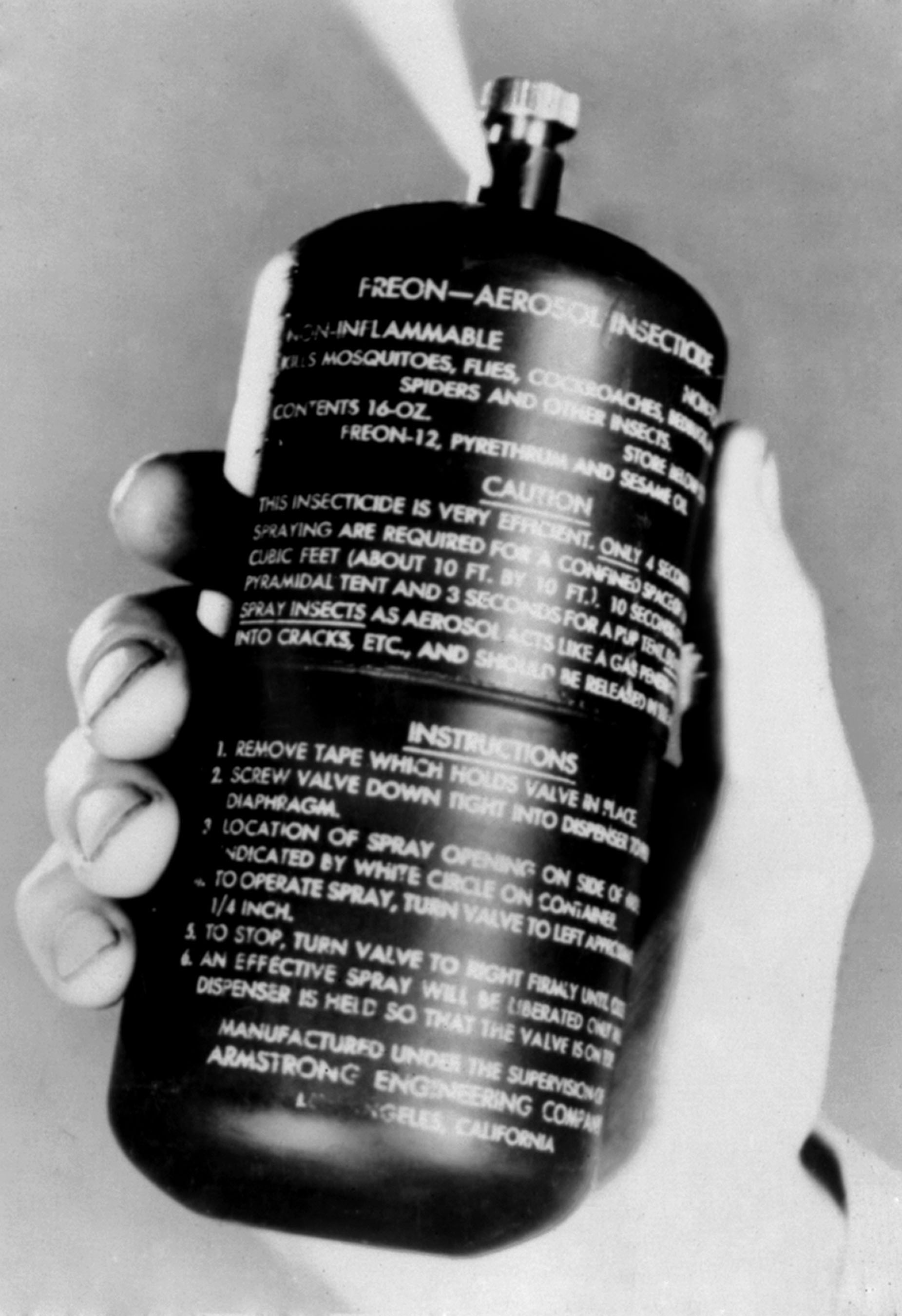
Lata de spray (1943)

Em 1971, o Congresso dos Estados Unidos decidiu interromper o financiamento do desenvolvimento comercial de aeronaves supersônicas, levando em consideração tanto os custos econômicos quanto os problemas ambientais, como o ruído e os estrondos sônicos. No mesmo ano, o Congresso autorizou o Departamento de Transportes dos EUA a investigar os potenciais efeitos ambientais dos voos estratosféricos, o que resultou em um programa de pesquisa que confirmou que as emissões de óxidos de nitrogênio contribuem para a destruição do ozônio. O assunto recebeu grande cobertura na mídia, especialmente com o aumento das preocupações de que a destruição do ozônio poderia levar ao aumento da radiação UV-B, com potenciais impactos negativos na saúde humana, como o aumento da incidência (número de novos casos por 100.000 pessoas num ano) de câncer de pele.
Durante os debates sobre os efeitos das aeronaves supersônicas, o uso de clorofluorcarbonos (CFCs) também ganhou atenção pública, após um artigo de Molina e Rowland publicado na Nature e outros estudos subsequentes sobre a destruição da camada de ozônio causada pelos CFCs. A questão se tornou um tema relevante tanto para políticos quanto para o público, no contexto de uma crescente preocupação com os problemas ambientais. Os CFCs eram usados, entre outras aplicações, como propelentes em latas de spray. A mídia ajudou a disseminar a ideia de que produtos como sprays para cabelo e desodorantes representavam riscos significativos para o meio ambiente e a saúde.
Em 1975, um episódio da série de TV All in the Family mencionou que os sprays de cabelo com CFCs destruíam a camada de ozônio e ameaçavam a sobrevivência humana, gerando mais atenção para o problema. O Conselho de Defesa de Recursos Naturais, uma organização ambiental dos EUA, apresentou petições à Food and Drug Administration (FDA), à Agência de Proteção Ambiental (EPA) e à Comissão de Segurança de Produtos de Consumo para proibir o uso de CFCs como propelentes em latas de spray.
Molina e Rowland, nas audiências do Congresso, enfatizaram os perigos dos CFCs para a camada de ozônio e sugeriram a proibição desses compostos em sprays, uma medida que poderia ser implementada rapidamente, reduzindo em torno de 50% as emissões de CFCs nos EUA. Em 1975, Oregon aprovou uma lei proibindo o uso de CFCs em latas de spray, e as vendas desse tipo de produto começaram a cair. A S.C. Johnson & Son também anunciou que abandonaria o uso de CFCs como propelente. Em outubro de 1976, a Lei de Controle de Substâncias Tóxicas (TSCA) foi aprovada nos EUA, conferindo à EPA amplos poderes para regulamentar os CFCs. Em 1977, uma alteração na Lei do Ar Limpo (CAA) obrigou a agência a regulamentar todas as atividades que ameaçassem a estratosfera e a saúde pública. Apesar da incerteza sobre a extensão do problema, a EPA decidiu, em 1977, proibir o uso de CFCs como propelentes em produtos não essenciais. Como resultado, todos os produtos domésticos nos EUA passaram a utilizar tecnologias livres de CFC em um prazo de três anos.
Na Comunidade Econômica Europeia (CEE), a produção de CFCs foi limitada aos níveis de 1980, e o uso de CFCs em aerossóis foi reduzido em 30% até o final de 1981, em comparação com 1976.
Em 1975, o Congresso dos EUA aprovou uma lei que incumbiu a NASA de monitorar a alta atmosfera para entender melhor os processos químicos na estratosfera. Em 1978, a NASA começou a observar os níveis globais de ozônio estratosférico por meio do "Total Ozone Mapping Spectrometer" (TOMS) a bordo do satélite Nimbus 7.

### Medidas políticas internacionais

#### Convenção de Viena

Marcos na política internacional, influência dos acordos internacionais sobre as emissões de substâncias que destroem a camada de ozono

Na segunda metade da década de 1970, ficou evidente que a destruição da camada de ozônio só poderia ser enfrentada por meio de uma ação conjunta internacional. Em 1977, durante uma reunião do Programa das Nações Unidas para o Meio Ambiente (PNUA), foi elaborado um “Plano de Ação Mundial para a Camada de Ozônio”, que contou com a adesão de 32 países. O plano estabeleceu as prioridades de pesquisa sobre os diferentes fatores que contribuem para a destruição da camada de ozônio e seus impactos socioeconômicos. Além dos Estados Unidos e do PNUA, a Organização Meteorológica Mundial (OMM), a Organização para Cooperação e Desenvolvimento Econômico (OCDE) e a Comunidade Econômica Europeia (CEE) também participaram de iniciativas de pesquisa e regulamentação para evitar a degradação da camada de ozônio. O PNUMA criou um grupo de trabalho específico com o objetivo de elaborar uma convenção global para a proteção do ozônio, o que resultou na criação da “Convenção de Viena para a Proteção da Camada de Ozônio”, adotada em março de 1985, durante uma conferência com a presença de 43 países.

A Convenção de Viena inclui, entre outros pontos, a seguinte declaração:
"As Partes tomarão medidas adequadas para proteger a saúde humana e o ambiente dos efeitos adversos causados ou susceptíveis de serem causados por atividades humanas que alterem ou possam alterar a camada de ozônio."

– Convenção de Viena para a Proteção da Camada de Ozônio
A Convenção de Viena tem como principal objetivo promover a cooperação internacional em áreas como pesquisa, monitoramento e troca de informações. Ela foi concebida como um acordo-quadro, ou seja, um marco geral que não impunha a redução imediata das emissões de substâncias que destroem a camada de ozônio. No entanto, sua relevância está em ter proporcionado a base necessária para futuras negociações e acordos, especialmente o Protocolo de Montreal e suas modificações subsequentes, que se tornariam os instrumentos legais mais eficazes na luta contra a destruição da camada de ozônio.

#### Protocolo de Montreal

Impacto do Protocolo de Montreal no Cloro Estratosférico Eficaz Equivalente (CESE)

Entre a publicação dos estudos de Molina e Rowland na década de 1970 e o início das negociações do Protocolo de Montreal, as previsões científicas sobre a destruição da camada de ozônio causada pelos clorofluorocarbonetos (CFCs) variaram bastante. Esse cenário de incerteza levou alguns países a se opor inicialmente à regulamentação dos CFCs. No entanto, o debate público e as negociações ganharam um novo impulso com a descoberta do “buraco na camada de ozônio” na década de 1980. Essa descoberta sinalizou uma probabilidade alarmantemente elevada de uma catástrofe ambiental global e indicou que o problema era mais grave e urgente do que se imaginava, o que tornou evidente a necessidade de uma ação global imediata.
Em setembro de 1987, o Protocolo de Montreal sobre Substâncias que Destroem a Camada de Ozônio foi adotado por 24 países e pela Comunidade Econômica Europeia, entrando em vigor em 1º de janeiro de 1989. Desde sua adoção, o protocolo foi revisado em diversas ocasiões para ampliar e ajustar as metas de eliminação das substâncias prejudiciais ao ozônio.
Graças ao Protocolo de Montreal, a produção global anual de CFCs diminuiu drasticamente, de cerca de 1,2 milhões de toneladas em 1986 para 80.000 toneladas em 2006, e foi quase totalmente erradicada, caindo para 23.000 toneladas em 2016. O consumo global também seguiu uma trajetória semelhante, reduzindo-se de 1,3 milhões de toneladas em 1986 para 86.000 toneladas em 2006 e 22.000 toneladas em 2016. Esses resultados destacam o sucesso do protocolo, que é considerado um exemplo eficaz de como a ciência pode orientar decisões políticas para melhorar a saúde ambiental, o clima e a qualidade de vida global.
Apesar do sucesso do Protocolo de Montreal na redução dos CFCs, muitos dos substitutos utilizados para substituí-los, como os hidroclorofluorocarbonetos (HCFCs) e os hidrofluorocarbonetos (HFCs), ainda são compostos persistentes na atmosfera e têm um alto potencial de aquecimento global (PAG). Por essa razão, em 2016, foi ratificada a Emenda de Quigali ao Protocolo de Montreal, que regula a eliminação gradual da produção desses compostos, visando mitigar tanto os danos à camada de ozônio quanto ao aquecimento global.
Até 2020, o Protocolo de Montreal abrange uma ampla gama de substâncias prejudiciais, incluindo CFCs, halons, outros CFCs totalmente halogenados, tetracloreto de carbono, clorofórmio de metila, hidroclorofluorocarbonos, hidrobromofluorocarbonos, bromometano, bromoclorometano e hidrofluorocarbonetos, com o objetivo de continuar a proteção da camada de ozônio e reduzir os impactos ambientais negativos.

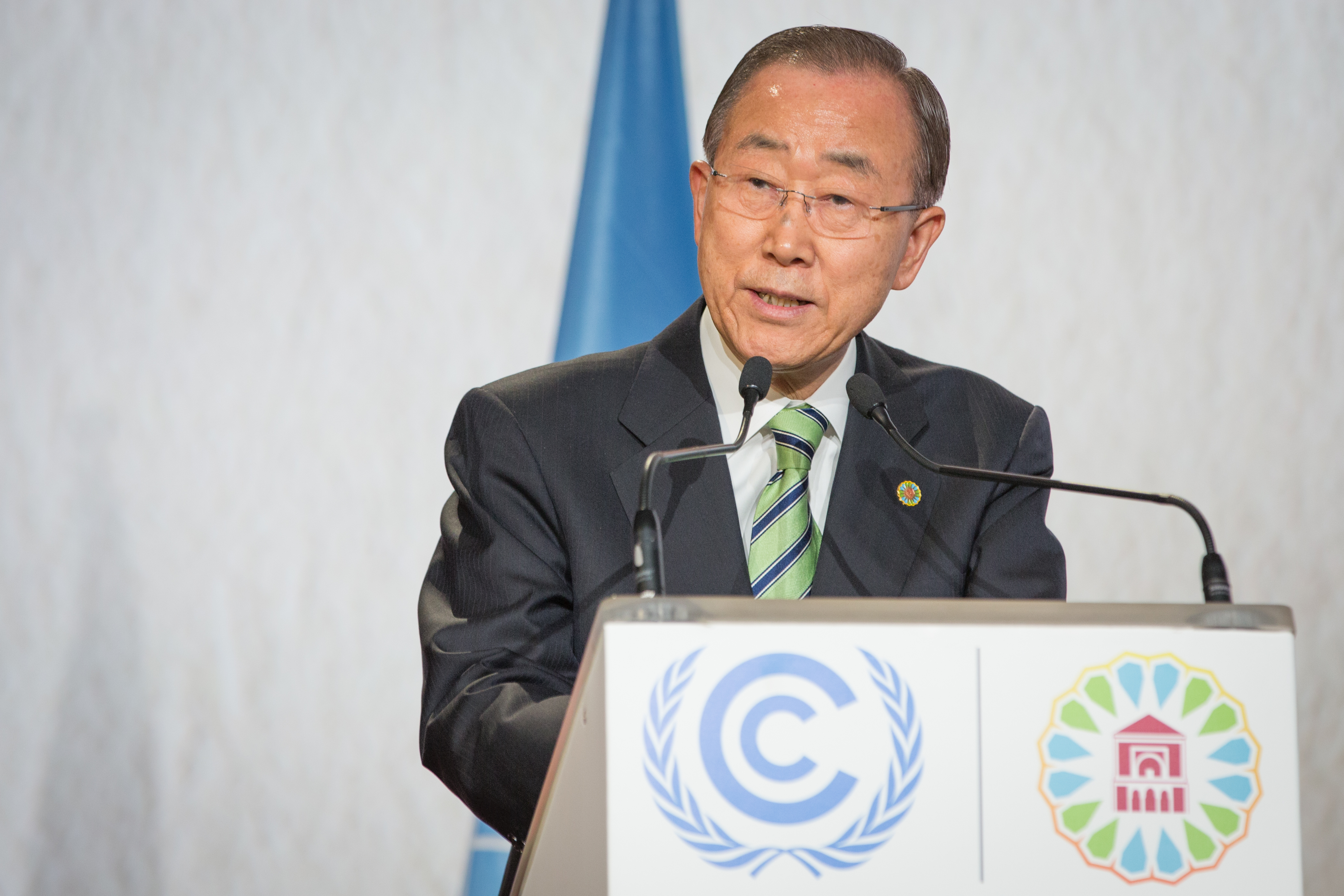
Ban Ki-moon durante a Conferência das Nações Unidas sobre Mudança Climática de 2016

Além da proteção da camada de ozônio, o Protocolo de Montreal também desempenhou um papel importante no combate ao aquecimento global. A destruição da camada de ozônio resulta em um aumento da radiação UV-B, que prejudica a vegetação e diminui sua capacidade de absorver dióxido de carbono (CO₂) da atmosfera, a destruição da camada de ozono está desta forma ligada ao ciclo do carbono. Ao proteger a camada de ozônio, o Protocolo de Montreal contribuiu para a preservação da vegetação e evitou um aumento adicional de 0,85°C no aquecimento global.
Ban Ki-moon, então Secretário-Geral da ONU, destacou esse benefício adicional durante o "Dia Internacional para a Proteção da Camada de Ozônio" em 2010, afirmando:
"Como os produtos químicos que destroem a camada de ozônio também são gases com efeito de estufa, o Protocolo de Montreal já evitou emissões de gases de efeito estufa equivalentes a mais de 135 bilhões de toneladas de dióxido de carbono e continuará a desempenhar um papel crucial no futuro."
Projeções baseadas nos resultados do Protocolo de Montreal sugerem que a camada de ozônio poderá se recuperar para os níveis anteriores a 1980 entre meados e o final do século XXI, dependendo da eficácia das políticas e da implementação contínua dos acordos internacionais. Esse progresso dependerá de esforços globais consistentes para eliminar os compostos prejudiciais e promover alternativas mais seguras para o meio ambiente.

## Gases causadores

Apresentação das fontes e reações das substâncias destruidoras da camada de ozônio de vida longa e das substâncias halogenadas de vida muito curta
Emissões antropogênicas
Emissões continentais
Emissões oceânicas

As substâncias que contribuem para a destruição da camada de ozônio são classificadas com base em diferentes critérios. Além da sua composição química, os gases envolvidos são categorizados como gases de origem, gases de produto, gases de reservatório e gases reativos, conforme o papel que desempenham nesse processo. Os gases de origem são compostos liberados na troposfera que, por meio de reações fotolíticas, liberam espécies químicas que destroem o ozônio na estratosfera. Conforme sua origem, podem ser inteiramente antropogênicos, tanto antropogênicos quanto naturais, ou predominantemente naturais, provenientes de ambientes terrestres ou aquáticos.
Esses gases de origem também são classificados segundo sua vida útil na atmosfera. Os gases de vida longa, com duração superior a meio ano, são conhecidos como "substâncias destruidoras da camada de ozônio" (ODS, na sigla em inglês). Já as substâncias com vida útil inferior a seis meses são chamadas de "substâncias de vida muito curta" (VSLS, sigla do inglês very short-lived substances).
Ambos os tipos de gases de origem contribuem para a destruição do ozônio estratosférico. No caso das VSLS, suas fontes podem ser naturais ou antropogênicas. Substâncias bromadas e iodadas de vida curta frequentemente se formam de maneira natural nos oceanos ou no solo, enquanto substâncias cloradas de vida curta geralmente têm origem antropogênica. Substâncias de vida muito curta que passam por transformações químicas antes de alcançar a estratosfera deixam de ser classificadas como gases de origem e passam a ser consideradas gases de produto.
As reações fotoquímicas transformam gases de origem e gases de produto em gases reativos, que podem posteriormente se converter em gases de reservatório por meio de reações adicionais. Tanto os gases reativos quanto os de reservatório retêm os átomos de halogênio originalmente presentes nos gases de origem e de produto. A quantidade total de halogênios presentes na estratosfera sob a forma de gases reativos e de reservatório é denominada cloro estratosférico efetivo equivalente (EESC, do inglês equivalent effective stratospheric chlorine).

### Substâncias que destroem a camada de ozônio

#### Clorofluorcarbonos e halons
Os gases de origem de longa vida incluem substâncias contendo halogênios, como clorofluorcarbonos total e parcialmente halogenados, halons (compostos com bromo e flúor), tetracloreto de carbono, clorometano e bromometano. Na Europa, muitas dessas substâncias são reguladas pelo Regulamento (CE) nº 1005/2009. Os clorofluorcarbonos (CFCs) são compostos não tóxicos e não inflamáveis formados por carbono, cloro e flúor. Eles podem ser fabricados por métodos como a fluoração de cloroalcanos com fluoreto de hidrogênio em catalisadores de fluoreto de alumínio, além de outros processos técnicos.
A produção global de CFCs aumentou de 544 toneladas em 1934 para 812.522 toneladas em 1974. Durante a década de 1980, as emissões globais de compostos como triclorofluorometano, diclorodifluorometano e 1,1,2-tricloro-1,2,2-trifluoroetano atingiram entre 800.000 e 1.100.000 toneladas anuais. Ainda hoje, a produção e o uso de certos anestésicos halogenados, como isoflurano, desflurano e sevoflurano, são permitidos, mas, além de sua capacidade de destruir a camada de ozônio, essas substâncias possuem um elevado potencial de aquecimento global. Em 2015, cerca de 3.300 toneladas desses compostos foram emitidas.
A capacidade de uma substância destruir a camada de ozônio é medida por seu potencial de destruição da camada de ozônio (ODP, na sigla em inglês). Esse índice compara o impacto do composto com o triclorofluorometano, que possui um ODP de 1,0. Além disso, muitas dessas substâncias também possuem um alto potencial de aquecimento global, que mede a capacidade de absorção de radiação térmica em relação ao dióxido de carbono ao longo do tempo.
| Destruição da camada de ozônio, potencial de aquecimento global e vida útil atmosférica de alguns hidrocarbonetos halogenados | Destruição da camada de ozônio, potencial de aquecimento global e vida útil atmosférica de alguns hidrocarbonetos halogenados | Destruição da camada de ozônio, potencial de aquecimento global e vida útil atmosférica de alguns hidrocarbonetos halogenados | Destruição da camada de ozônio, potencial de aquecimento global e vida útil atmosférica de alguns hidrocarbonetos halogenados |
| --- | --- | --- | --- |
| CFC/HCFC/Halono | Potencial de destruição da camada de ozono                                                                                    | Potencial de aquecimento global                                                                                               | Vida útil atmosférica em anos                                                                                                 |
| Triclorofluorometano (CCl3 F)                                                                                                 | 1 | 4750 | 50 |
| Diclorodifluorometano (CCl2F2)                                                                                                | 1 | 10.900 | 100 |
| Cloropentafluoroetano (CClF2CF3)                                                                                              | 0,6 | 7370 | 1020 |
| Clorodifluorometano (CClF2H)                                                                                                  | 0,055 | 1810 | 12 |
| Tetraclorometano (CCl4) | 1.1 | 1730 | 26 |
| Tetrafluorometano (CF4) | 0 | 6630 | 50.000 |
| Bromotrifluorometano (CBrF3)                                                                                                  | 12 | 5400 | 65 |

Entrada de bromo na estratosfera em 1999, 2016 e 2020

Embora o triclorofluorometano tenha sido proibido na Alemanha no início dos anos 1990, ele ainda é liberado por antigos estoques de espumas isolantes e sistemas de refrigeração. De acordo com a Agência Federal do Meio Ambiente da Alemanha, um refrigerador médio baseado em CFC contém cerca de 125 gramas de diclorodifluorometano no circuito de refrigeração e 320 gramas de triclorofluorometano no isolamento térmico. Apesar da proibição na China desde 2010, estima-se que 70% dos poliuretanos fabricados no país ainda utilizavam triclorofluorometano como agente de expansão até recentemente. Após denúncias de emissões ilegais, a liberação dessa substância na China reduziu drasticamente no início de 2021.
A concentração de gases contendo cloro na troposfera oriundos de substâncias de vida longa vem diminuindo. Em 2020, ela era de 3,22 partes por bilhão (ppb), 12% abaixo do pico registrado em 1993. Dentre essas emissões, os CFCs representaram 60%, enquanto o tetracloreto de carbono e os hidrocarbonetos parcialmente halogenados corresponderam a 10% cada, e o clorometano, a 17%. As substâncias de vida muito curta representaram cerca de 3,5%.
O bromometano, além dos halons, é uma substância bromada de longa vida com origem tanto antropogênica quanto natural. Com um ODP de 0,6 e uma vida útil atmosférica de 1,7 anos, é considerado um composto que contribui significativamente para a destruição da camada de ozônio. Ele tem sido usado como fumigante inseticida em madeiras transportadas e em solos agrícolas para controle de pragas. Na Alemanha, seu uso foi proibido em 1982, e nos Estados Unidos, em 2005. Pelo Protocolo de Montreal, os países em desenvolvimento deveriam eliminar o uso de bromometano até 2015, embora exceções permaneçam, como na Nova Zelândia, que planeja continuar seu uso até 2033.

#### Óxido nitroso

Fluxos de óxido nitroso por fonte em milhões de toneladas de nitrogênio por ano para a década de 2007 a 2016
Fontes antropogênicas
Fontes naturais
Pias naturaisOutros fluxos: raios e produção atmosférica, depressões da superfície terrestre, alterações climáticas, aumento das concentrações de CO_{2}, desflorestação

O óxido nitroso, comumente conhecido como gás hilariante, é uma das fontes de gases de longa duração. Embora seja parcialmente formado por processos naturais, o aumento de sua concentração na atmosfera é atribuído principalmente a atividades humanas, como a fertilização agrícola e a queima de combustíveis fósseis, biomassa e biocombustíveis. Entre 1980 e 2020, as emissões globais antropogênicas de óxido nitroso cresceram cerca de 30%, sendo a principal causa o uso de fertilizantes nitrogenados nas terras agrícolas. Esse gás é produzido durante o processo de desnitrificação bacteriana de nitratos.
O óxido nitroso é um gás de origem que não se decompõe na troposfera e é transportado para a estratosfera. Lá, ao reagir com oxigênio atômico, ele gera radicais NOx, que participam de ciclos catalíticos de destruição do ozônio. Além de ser uma substância destruidora da camada de ozônio, o óxido nitroso é um potente gás de efeito estufa, com um impacto cerca de 298 vezes maior que o do dióxido de carbono por massa e uma vida atmosférica de aproximadamente 116 anos. Em 2018, sua concentração atmosférica era de 331 partes por bilhão (ppb), um aumento de 22% em relação aos níveis pré-industriais.

#### Água, metano, hidrogênio
Outras fontes de gases que afetam a estratosfera incluem o vapor d'água (H₂O), o metano (CH₄) e o hidrogênio molecular (H₂) provenientes da troposfera. O vapor d'água alcança a estratosfera principalmente por meio da troca de massas de ar com a troposfera, embora grande parte esteja congelada na tropopausa. Outra fonte significativa de vapor d'água é a oxidação do metano. Esse vapor, por sua vez, gera radicais hidroxila, que contribuem para a destruição do ozônio e afetam o balanço de radiação da Terra.
O metano também reage com o cloro atômico, formando cloreto de hidrogênio, enquanto o hidrogênio desempenha um papel semelhante. Suas reações químicas influenciam a produção de vapor d'água na estratosfera e a formação de aerossóis, ambos com impactos significativos no sistema climático e na camada de ozônio.

#### Substâncias de vida muito curta

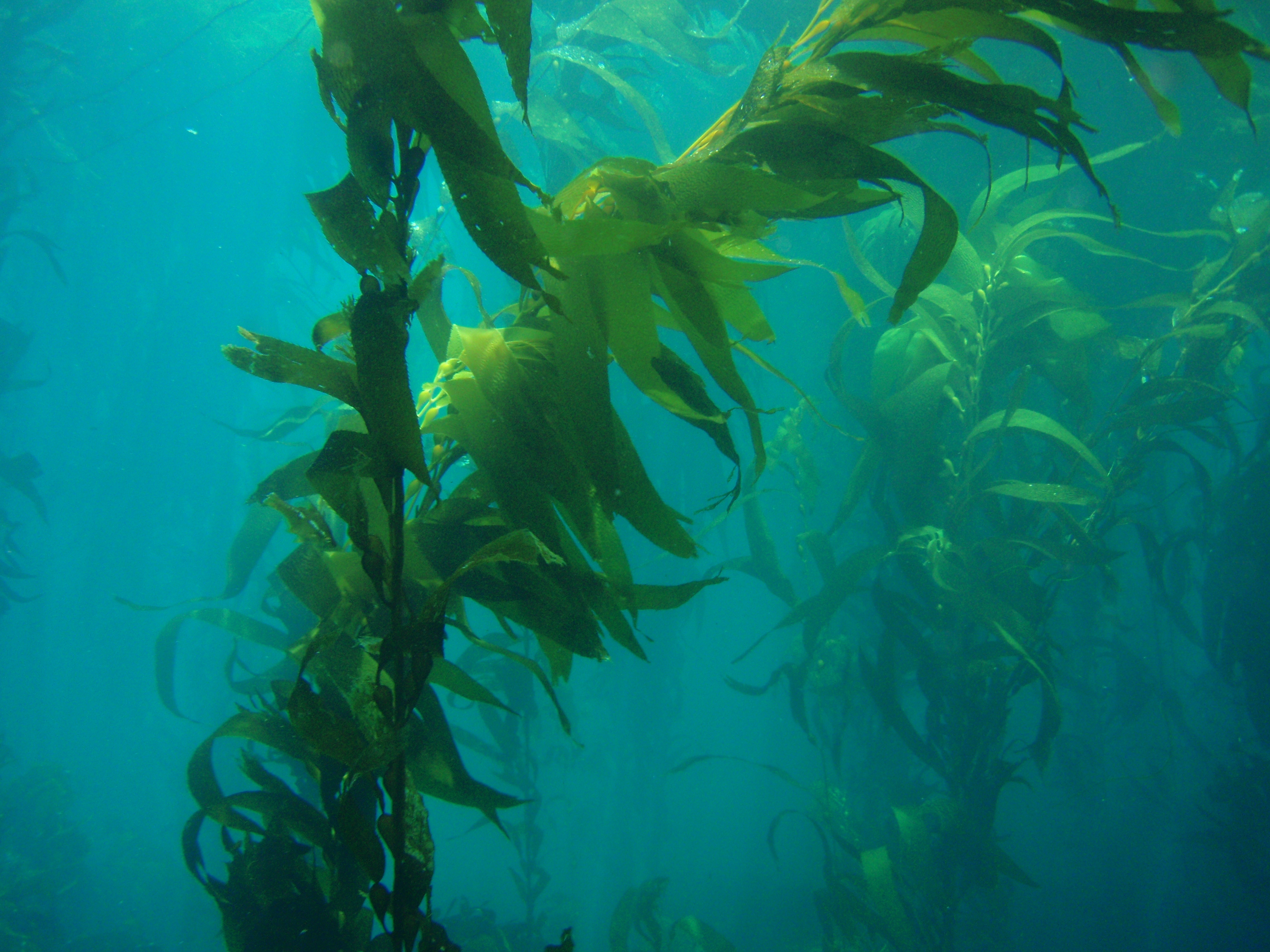
Algas marrons, uma fonte de bromofórmio

As substâncias antropogênicas de vida muito curta incluem compostos como o clorofórmio (CHCl₃) e o diclorometano (CH₂Cl₂). Já o bromofórmio (CHBr₃) e o dibromometano (CH₂Br₂) são gases de origem natural contendo bromo e de vida muito curta. O bromofórmio é principalmente liberado a partir das camadas superiores dos oceanos, sendo as algas marrons e o plâncton considerados suas principais fontes. As emissões globais de bromofórmio de origem oceânica natural são estimadas entre 2,3 e 3,3 milhões de toneladas por ano, superando em muito as emissões de origem antropogênica.
O dibromometano possui um potencial de destruição da camada de ozônio (ODP) de 0,17 e uma vida útil atmosférica de aproximadamente cinco meses. Seu uso industrial é limitado em comparação com o bromometano, sendo empregado principalmente como intermediário em sínteses químicas. Além disso, os gases fonte contendo iodo e de vida muito curta incluem compostos como iodometano, iodoetano, diiodometano e cloriodometano. Esses gases são liberados de fontes oceânicas naturais e podem atingir a estratosfera.
Os gases de produto, por sua vez, são subprodutos das substâncias de vida muito curta que sofreram fotólise ou reações químicas, resultando em compostos inorgânicos de halogênio, como cloreto de hidrogênio, ou em compostos como fosgênio e partículas contendo iodo. A chegada dessas substâncias à estratosfera, seja na forma de gases fonte ou gases de produto, depende de diversos fatores, como processos de remoção na troposfera e a velocidade de transporte para a estratosfera.
A proporção de gases de produto em relação às substâncias originais varia conforme o elemento halogênio envolvido. Para substâncias contendo cloro, cerca de 19% atingem a estratosfera como gases de produto. Para aquelas contendo bromo, essa proporção é de cerca de 57%, e para compostos contendo iodo, chega a aproximadamente 75%.

## Reservatório e gases reativos

Nitrato de bromo, um bromo contendo gás do reservatório

A fissão fotolítica de gases fonte, como os CFCs e halons, na estratosfera superior, é a principal responsável pela liberação de átomos de halogênio. No entanto, grande parte desses átomos reage rapidamente para formar gases de reservatório, como nitrato de cloro (ClONO₂) e cloreto de hidrogênio (HCl), que, isoladamente, não participam diretamente na destruição da camada de ozônio. Nas camadas mais baixas da estratosfera, onde a concentração de gases fonte ainda é significativa, a formação de gases reservatório é predominante, ocorrendo por reações entre gases reativos, como o monóxido de cloro (ClO) e o dióxido de nitrogênio (NO₂), ou entre cloro atômico (Cl) e metano (CH₄).
O bromo liberado na estratosfera também é convertido em gases de reservatório, como brometo de hidrogênio (HBr) e nitrato de bromo (BrONO₂). No entanto, esses gases são menos estáveis que seus equivalentes clorados. Por isso, em uma base atômica, o bromo é cerca de 50 vezes mais eficiente na destruição do ozônio do que o cloro.
Embora os átomos de halogênio liberados diretamente pela fotólise dos gases fonte contribuam para a destruição do ozônio, essa participação é menor quando comparada à dos gases reativos formados a partir dos gases de reservatório, como HCl e ClONO₂, além das espécies reativas de bromo. Isso ocorre porque a concentração dessas espécies reativas na camada de ozônio é significativamente maior.
No inverno polar, os gases de reservatório são convertidos em gases reativos, como halogênios moleculares (Cl₂, Br₂), óxidos de halogênio (ClO, BrO) e ácidos hipohalosos (HOCl, HOBr), por meio de reações heterogêneas nos aerossóis das nuvens estratosféricas polares. Quando a primavera polar chega, a radiação solar fotolisa esses compostos, aumentando drasticamente a concentração de espécies cataliticamente ativas.
O buraco na camada de ozônio sobre a Antártica não se deve a uma maior presença de CFCs na região, mas sim às temperaturas extremamente baixas, que favorecem a formação de nuvens estratosféricas polares. Essas nuvens são cruciais para a conversão de gases de reservatório em gases reativos, intensificando a destruição do ozônio na primavera polar.

## Química da destruição da camada de ozônio

Destruição da camada de ozônio na estratosfera – etapas essenciais

O processo de destruição da camada de ozônio, como ocorre com os CFCs (clorofluorcarbonetos), inicia-se com a liberação desses gases na superfície terrestre. Como os CFCs possuem alta longevidade, suas taxas de degradação são menores do que as de emissão. Além disso, eles são praticamente insolúveis em água, o que impede sua remoção, levando ao acúmulo na troposfera. Embora essas moléculas tenham maior massa molar que os principais componentes do ar, elas se misturam completamente na troposfera devido às forças dos ventos. Através da circulação atmosférica global, os CFCs migram para a estratosfera, sendo transportados pelo movimento do ar que sobe nas regiões tropicais e se desloca em direção aos polos, onde afunda.
Na estratosfera superior, os CFCs são fotolisados pela radiação ultravioleta (UV), liberando átomos de cloro. Parte desses átomos de cloro contribui diretamente para a destruição do ozônio na estratosfera superior, enquanto outra parte é convertida em gases de armazenamento mais estáveis, como o nitrato de cloro e o cloreto de hidrogênio, que são posteriormente transportados para camadas mais baixas da estratosfera.

### Reações químicas envolvidas
As reações que levam à destruição da camada de ozônio podem ser divididas em reações em fase gasosa e reações heterogêneas:
- Reações em fase gasosa: Essas reações ocorrem diretamente no estado gasoso e podem ser classificadas em diferentes categorias
  - Reações naturais envolvendo oxigênio e ozônio, desencadeadas pela radiação solar UV.  [78]
  - Reações provocadas por gases residuais, sejam de origem natural ou antropogênica, que resultam na destruição da camada de ozônio.

Além disso, há a conversão de gases residuais em compostos reativos ou gases de armazenamento, que também ocorre na estratosfera. As espécies químicas envolvidas nessas reações incluem predominantemente óxidos de hidrogênio, nitrogênio, halogênios ou halogênios atômicos. Geralmente, essas reações incluem pelo menos um radical livre.
- Reações heterogêneas: O termo "reações heterogêneas" refere-se a todas as reações que não ocorrem na fase gasosa. Isso inclui:     
  - Reações em superfícies de partículas sólidas ou líquidas.
  - Reações que ocorrem em gotículas de aerossóis líquidos na atmosfera, mesmo que sejam essencialmente homogêneas no estado líquido.[79]

Essas reações contribuem para a conversão de gases de armazenamento em gases reativos e para a remoção de compostos de nitrogênio da estratosfera. Como resultado, esses compostos de nitrogênio deixam de ser capazes de desativar compostos reativos de cloro e bromo, intensificando a destruição do ozônio. Predominantemente, moléculas não radicalares participam dessas reações heterogêneas.

### Reações em fase gasosa

#### Ciclo ozônio-oxigênio

Ciclo ozônio-oxigênio na camada de ozônio

O ciclo ozônio-oxigênio, também conhecido como ciclo de Chapman, descreve o processo pelo qual o ozônio é formado e decomposto continuamente na estratosfera por reações fotoquímicas. Esse ciclo começa com a fotólise do oxigênio molecular (O₂), que ocorre quando a radiação ultravioleta (UV-C) com comprimento de onda menor que 242 nanômetros atinge a molécula, dividindo-a em dois átomos de oxigênio (O). Esses átomos livres são altamente reativos e podem interagir com moléculas de oxigênio (O₂) na presença de um mediador inerte, como nitrogênio ou outra molécula de oxigênio. Essa reação resulta na formação de moléculas de ozônio (O₃).
{\displaystyle \mathrm {O_{2}\xrightarrow {h\nu } \ 2\ O} }
{\displaystyle \mathrm {O+O_{2}+M\xrightarrow {\ } O_{3}+M} }
A produção de ozônio na estratosfera é extremamente elevada, com uma média de 125 bilhões de toneladas anuais. Esse processo ocorre com maior intensidade na estratosfera tropical inferior, onde a radiação solar de ondas curtas é mais intensa. No entanto, abaixo de aproximadamente 18 a 20 quilômetros de altitude, na troposfera, a formação de ozônio iniciada pela fotólise é praticamente inexistente. Isso se deve ao fato de que a radiação UV-C necessária é absorvida antes de atingir essas camadas inferiores da atmosfera.
Além da formação, o ozônio é constantemente decomposto na estratosfera, mantendo um equilíbrio dinâmico com sua produção. Essa decomposição ocorre por processos fotoquímicos que requerem radiação de menor energia em comparação com a necessária para quebrar moléculas de oxigênio. Quando o ozônio se decompõe pela fotólise, duas moléculas de ozônio acabam reagindo para formar três moléculas de oxigênio. Dependendo do comprimento de onda da radiação UV absorvida, o oxigênio atômico pode ser produzido em diferentes estados eletrônicos: no estado fundamental (O(³P)) ou no primeiro estado excitado (O(¹D)).
{\displaystyle \mathrm {O_{3}\xrightarrow {h\nu \ <\ 300nm} \ O_{2}+O{(^{1}D)}} }
{\displaystyle \mathrm {O{(^{1}D)}+M\xrightarrow {-\ 190\ kJmol^{-1}} \ O{(^{3}P)+M}} }
{\displaystyle \mathrm {CFCl_{3}+O{(^{1}D)}\xrightarrow {\ } CFCl_{2}+ClO} }
O oxigênio atômico produzido a partir da decomposição do ozônio reage rapidamente com moléculas de oxigênio para formar ozônio novamente. Apenas uma pequena fração desse oxigênio atômico reage diretamente com o ozônio, gerando oxigênio molecular. Dessa forma, a concentração de ozônio na estratosfera seria constante se não houvesse perturbações no equilíbrio fotoestacionário. Contudo, apenas as reações puramente fotoquímicas levariam a uma concentração de ozônio muito mais alta do que a observada na prática.

#### Conversão dos gases fonte

Gases contendo halogênio na estratosfera

Na estratosfera superior, a degradação dos clorofluorocarbonos (CFCs) ocorre predominantemente por processos fotoquímicos. A exposição à radiação ultravioleta (UV) promove a dissociação fotolítica das ligações carbono-cloro, liberando radicais altamente reativos, como cloro e perhaloalquil. Por exemplo, o triclorofluorometano, um gás fonte comum, pode sofrer várias reações de degradação quando exposto à radiação UV.
{\displaystyle \mathrm {CFCl_{3}\xrightarrow {h\nu } \ CFCl_{2}+Cl} }
{\displaystyle \mathrm {CFCl_{2}+O_{2}+M\xrightarrow {\ } CFCl_{2}O_{2}+M} }
{\displaystyle \mathrm {CFCl_{2}O_{2}+NO\xrightarrow {\ } CFCl_{2}O+NO_{2}} }
{\displaystyle \mathrm {COFCl\xrightarrow {h\nu } \ FCO+Cl} }
{\displaystyle \mathrm {2\ ClO+M\xrightarrow {\ } Cl_{2}O_{2}+M} }
Além da fotólise, outra via importante para a conversão de gases fonte em gases reativos é a reação com oxigênio atômico ativado. Esse oxigênio, altamente energético, é capaz de iniciar reações que transformam compostos aparentemente estáveis em espécies reativas.
{\displaystyle \mathrm {N_{2}O+O{(^{1}D)}\xrightarrow {\ } 2\ NO} }
O óxido nitroso (N₂O) e a água desempenham papéis cruciais nesse contexto. Eles podem reagir com oxigênio atômico para formar monóxido de nitrogênio (NO) e radicais hidroxila (OH), ambos envolvidos na destruição catalítica do ozônio. A água na estratosfera superior também é influenciada pela radiação UV-C, com comprimento de onda inferior a 200 nanômetros, que a fotolisa em radicais hidroxila e átomos de hidrogênio, aumentando ainda mais a presença de espécies reativas na atmosfera superior. Esses processos químicos são fundamentais para entender a dinâmica de degradação do ozônio e o impacto dos CFCs e outros gases na camada de ozônio.
{\displaystyle \mathrm {H_{2}O+O{(^{1}D)}\xrightarrow {\ } 2\ OH} }
{\displaystyle \mathrm {X+O_{3}\ \xrightarrow {\ } O_{2}+XO} }
{\displaystyle \mathrm {H_{2}O\xrightarrow {h\nu \ <\ 200nm} \ H+OH} }

#### Destruição catalítica do ozono

Ciclo catalítico de destruição da camada de ozônio pelo par radical Cl/ClO

A concentração de ozônio na estratosfera é significativamente reduzida por gases residuais que participam de reações homogêneas e catalíticas, decompondo o ozônio de maneira altamente eficiente. De forma simplificada, essas reações catalíticas podem ser descritas como ciclos em que um gás traço, atuando como catalisador (representado genericamente como "X"), é oxidado pelo ozônio (O₃), formando "XO". Posteriormente, o "XO" reage com oxigênio atômico (O), regenerando o catalisador e liberando oxigênio molecular (O₂).
{\displaystyle \mathrm {XO+O\ \xrightarrow {\ } O_{2}+X} }
{\displaystyle \mathrm {BrO+ClO\xrightarrow {\ } BrCl+O_{2}} }
Reação geral:
{\displaystyle \mathrm {Br+O_{3}\xrightarrow {\ } BrO+O_{2}} }
Esses ciclos catalíticos são extremamente rápidos e permitem que o catalisador seja reciclado milhares de vezes, destruindo uma quantidade proporcional de moléculas de ozônio no processo. Comparadas à reação direta entre oxigênio atômico e ozônio, essas reações catalíticas ocorrem a uma velocidade muito maior.
Os principais catalisadores envolvidos nesse processo incluem pares de radicais como hidroxila/hidroperoxila (HO/HO₂), formados a partir de vapor d'água, e monóxido de nitrogênio/dióxido de nitrogênio (NO/NO₂), derivados do óxido nitroso. No entanto, desde o final da década de 1970, a maior parte da destruição da camada de ozônio tem sido atribuída a reações químicas baseadas em cloro, liberado pela degradação de CFCs.
Embora os átomos de flúor, também liberados pelos CFCs, sejam reativos e possam participar de um ciclo catalítico de destruição do ozônio (o ciclo flúor/fluoroóxido), seu impacto é limitado. Isso ocorre porque o flúor atômico reage rapidamente com metano (CH₄), formando fluoreto de hidrogênio (HF), que é estável e não contribui significativamente para a destruição do ozônio. Assim, os fluorocarbonos têm um impacto desprezível na camada de ozônio.
Por outro lado, compostos contendo bromo, como o brometo de hidrogênio (HBr) e o nitrato de bromo (BrONO₂), têm maior eficiência destrutiva. As ligações do bromo nesses compostos são menos estáveis que as do cloro em compostos equivalentes, o que facilita a liberação de bromo livre na estratosfera. Como resultado, o bromo é mais eficaz do que o cloro na destruição catalítica do ozônio.
Outro mecanismo importante envolve o monóxido de cloro (ClO), que reage com oxigênio atômico para formar cloro atômico (Cl) e oxigênio molecular (O₂), perpetuando o ciclo de destruição.
{\displaystyle \mathrm {Cl_{2}O_{2}\xrightarrow {h\nu } \ Cl+ClO_{2}} }
bem como a formação do produto dimérico e sua subsequente clivagem fotolítica:
{\displaystyle \mathrm {ClO_{2}\xrightarrow {h\nu } \ Cl+O_{2}} }
{\displaystyle \mathrm {BrCl\xrightarrow {h\nu } \ Br+Cl} }
{\displaystyle \mathrm {Cl+O_{3}\xrightarrow {\ } ClO+O_{2}} }
O dímero de monóxido de cloro (Cl₂O₂) é rapidamente quebrado pela radiação ultravioleta, liberando átomos de cloro que intensificam a destruição do ozônio. Além disso, o monóxido de cloro reage com o monóxido de bromo, resultando na formação do composto interhalogênico cloreto de bromo (BrCl). Esse processo tem como resultado líquido a conversão de duas moléculas de ozônio em três moléculas de oxigênio.
{\displaystyle \mathrm {NO_{2}+NO_{3}\xrightarrow {\ } N_{2}O_{5}} }
{\displaystyle \mathrm {CH_{4}+Cl\xrightarrow {\ } CH_{3}+HCl} }
{\displaystyle \mathrm {ClO+NO_{2}\xrightarrow {\ } ClONO_{2}} }
{\displaystyle \mathrm {ClONO_{2}\xrightarrow {h\nu } \ Cl+NO_{3}} }

#### Ativação e desativação na fase gasosa

Ocorrência de gases cloro na atmosfera

Os compostos responsáveis pela destruição catalítica do ozônio acabam sendo transformados em gases de reservatório inativos por meio de várias reações químicas, sendo assim desativados. Um exemplo disso é o comportamento do monóxido de nitrogênio (NO) e do dióxido de nitrogênio (NO₂), que reagem com o ozônio para formar o radical nitrato (NO₃). No período noturno, quando as reações fotoquímicas cessam devido à ausência de luz solar, o radical nitrato reage com o dióxido de nitrogênio, resultando na formação do pentóxido de dinitrogênio (N₂O₅).
{\displaystyle \mathrm {ClONO_{2}\xrightarrow {h\nu } \ ClO+NO_{2}} }
A desativação do cloro atômico ocorre quando ele reage com o metano, formando cloreto de hidrogênio (HCl). Já o monóxido de cloro (ClO) reage com o dióxido de nitrogênio (NO₂), resultando na formação de nitrato de cloro (ClNO₃). Esses processos convertem os compostos reativos em formas menos ativas, contribuindo para a redução da destruição do ozônio.
{\displaystyle \mathrm {SO_{3}+H_{2}O\xrightarrow {\ } H_{2}SO_{4}} }
{\displaystyle \mathrm {N_{2}O_{5}+H_{2}O\xrightarrow {\ } 2\ HNO_{3}} }
Outros gases de reservatório incluem ácido peroxosítrico e nitrato de bromo.
Alguns dos gases do reservatório são convertidos novamente em espécies cataliticamente ativas por clivagem fotolítica. O nitrato de cloro é fotolisado em cloro atômico e no radical nitrato ou em monóxido de cloro e dióxido de nitrogênio.
{\displaystyle \mathrm {SO_{2}+OH+M\xrightarrow {\ } HOSO_{2}+M} }
{\displaystyle {\ce {2 KI + O3 + H2O -> I2 + O2 + 2 KOH}}}
Os gases de reservatório são relativamente estáveis na estratosfera inferior, onde a radiação UV é mais fraca. Esses gases podem ser parcialmente transportados para a troposfera, onde acabam sendo retidos e removidos pela precipitação, como chuva ou neve, processo conhecido como "lavagem" ou captura de gases sumidouros.

#### Lixiviação
O cloro, responsável pela destruição da camada de ozônio, reage eventualmente para formar ácido clorídrico (HCl), que é transportado de volta para a troposfera, onde se dissolve na água e é removido pela precipitação. Durante a fotólise de gases contendo flúor, como os CFCs, formam-se radicais perfluoroalquil, como o radical trifluorometil, que são então oxidados a fluoreto de carbonila. Este, por sua vez, reage com a água, gerando dióxido de carbono e fluoreto de hidrogênio, compostos que não formam radicais e não contribuem para a destruição do ozônio, sendo também removidos na troposfera. Assim, os CFCs são gradualmente eliminados do sistema atmosférico.
Através da circulação Brewer-Dobson, um padrão de circulação atmosférica global, cerca de 10% da troposfera é transportada para a estratosfera superior dentro de um período de cinco anos. Para que um CFC seja completamente degradado fotoquimicamente na estratosfera, esse processo precisa ser repetido mais de dez vezes. Como resultado, a remoção completa de um CFC da atmosfera leva, no mínimo, 50 anos, com efeitos de diluição prolongando esse tempo. Se o CFC não for totalmente decomposto, sua vida atmosférica será ainda mais longa.

### Reações heterogêneas

#### Conversão de gases de reservatório

Influência do vórtice polar e da temperatura (B, inferior) na ativação dos gases do reservatório (A, superior) através de reações heterogêneas e destruição da camada de ozônio na primavera antártica

As reações heterogêneas envolvem, por exemplo, a reação entre os gases de reservatório, como nitrato de cloro e cloreto de hidrogênio, que formam ácido nítrico e cloro molecular. Também ocorrem a reação do nitrato de cloro com a água, gerando ácido nítrico e ácido hipocloroso, e a reação do ácido hipocloroso com o cloreto de hidrogênio, formando água e cloro molecular. Durante o inverno polar, as reações fotolíticas acontecem de maneira limitada, o que resulta na conversão completa dos gases de reservatório em gases reativos na estratosfera antártica, uma vez que as reações heterogêneas ocorrem a uma taxa muito mais alta do que as reações em fase gasosa que regeneram os gases de reservatório. Somente com o início da radiação solar na primavera polar é que moléculas como o cloro ou o ácido hipocloroso são fotolisadas, liberando cloro atômico, que destrói o ozônio de forma catalítica.
{\displaystyle {\ce {ClONO2 + HCl -> HNO3 + Cl2}}}
{\displaystyle {\ce {ClONO2 + H2O -> HNO3 + HOCl}}}
{\displaystyle \mathrm {HOSO_{2}+O_{2}\xrightarrow {\ } HO_{2}+SO_{3}} }
A formação de nuvens estratosféricas polares é essencial para a conversão dos gases de reservatório contendo halogênios, pois elas fornecem as superfícies necessárias para que as reações heterogêneas aconteçam. Durante a noite polar antártica, as condições atmosféricas favorecem a formação dessas nuvens. No Hemisfério Sul, um vórtice polar se forma ao redor da Antártida no inverno, bloqueando a entrada de ar quente e fazendo com que as temperaturas caiam abaixo de -78 °C, condição necessária para a formação das nuvens estratosféricas polares. Como essa baixa temperatura é menos comum no Ártico, as nuvens estratosféricas polares são muito mais frequentes no Hemisfério Sul do que no Hemisfério Norte.
Existem diferentes tipos de nuvens estratosféricas polares, cada uma com efeitos distintos na destruição da camada de ozônio. As nuvens do tipo Ib são compostas por gotículas de aerossóis líquidos, formando uma solução ternária super-resfriada que inclui ácido sulfúrico, ácido nítrico e água. Essas nuvens têm a capacidade de ativar as espécies de cloro, promovendo a destruição do ozônio, ao mesmo tempo que desativam as espécies de nitrogênio. Por outro lado, as nuvens do tipo Ia são compostas por partículas sólidas que resultam em desnitrificação na estratosfera média. Essas partículas maiores afundam para a estratosfera inferior e para a troposfera, contribuindo para a secagem da estratosfera e alterando o equilíbrio de compostos na atmosfera.

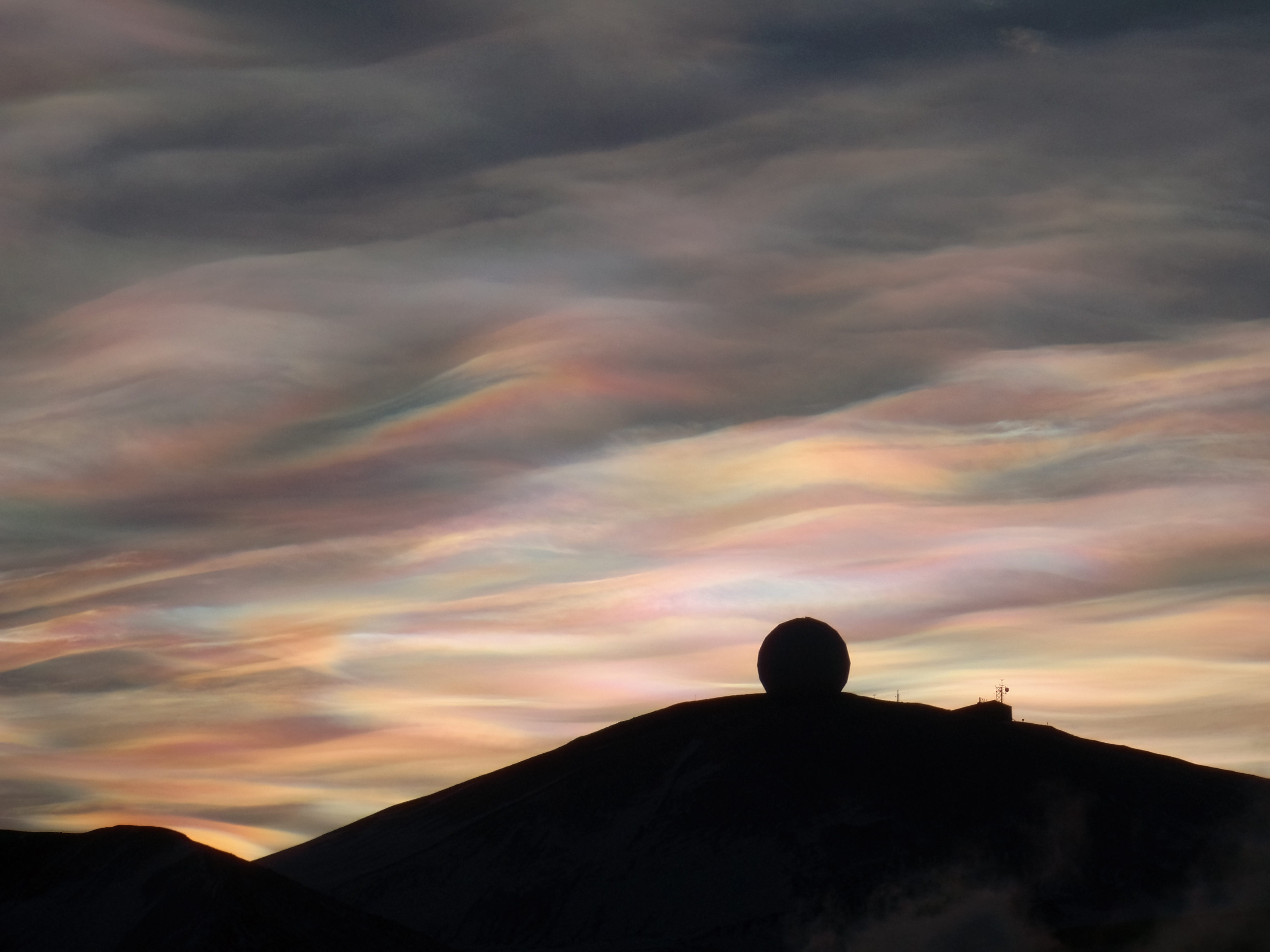
Nuvens estratosféricas polares sobre a Estação McMurdo, Antártica

#### Desnitrificação
A hidrólise do pentóxido de dinitrogênio com água na superfície das partículas de aerossol de sulfato resulta na formação de ácido nítrico. Esse ácido também pode ser gerado pela reação do dióxido de nitrogênio com radicais hidroxila. Essas reações contribuem para a modificação dos compostos químicos na estratosfera, influenciando o ciclo do ozônio e o comportamento dos gases na camada atmosférica.
{\displaystyle \mathrm {N_{2}O_{5}+H_{2}O\xrightarrow {\ } 2\ HNO_{3}} }
{\displaystyle \mathrm {NO_{2}+OH\xrightarrow {\ } HNO_{3}} }
A condensação do ácido nítrico nas partículas das nuvens estratosféricas polares impede que elas sofram fotólise pela radiação solar. Esse processo faz com que, ao afundarem, as partículas contendo ácido nítrico sejam removidas da estratosfera, um fenômeno conhecido como desnitrificação. A desnitrificação evita que o ácido nítrico seja fotolisado em água e dióxido de nitrogênio, o que, caso ocorra, poderia contribuir para a desativação de compostos como o monóxido de cloro. Além disso, a sedimentação das partículas também retira a água quimicamente ligada ao ácido nítrico, contribuindo para a secagem da estratosfera.

## Impacto de erupções vulcânicas e grandes incêndios florestais

Efeitos dos gases vulcânicos na atmosfera

Grandes erupções vulcânicas frequentemente perturbam o equilíbrio de radiação terrestre por vários anos, principalmente devido à emissão de dióxido de enxofre. Outros gases sulfurosos emitidos pelos vulcões, como sulfeto de hidrogênio e sulfeto de carbonila, são rapidamente oxidados para formar dióxido de enxofre. Esse composto reage com o radical hidroxila, formando bissulfito, que é posteriormente oxidado em trióxido de enxofre. Ao entrar em contato com água, o trióxido de enxofre gera ácido sulfúrico.
{\displaystyle \mathrm {SO_{2}+OH+M\xrightarrow {\ } HOSO_{2}+M} }
{\displaystyle \mathrm {HOSO_{2}+O_{2}\xrightarrow {\ } HO_{2}+SO_{3}} }
{\displaystyle \mathrm {SO_{3}+H_{2}O\xrightarrow {\ } H_{2}SO_{4}} }
Os aerossóis de sulfato resultantes na estratosfera têm efeitos opostos: resfriam a superfície da Terra ao refletir a radiação solar, mas aquecem a estratosfera ao absorver a radiação terrestre. Além disso, esse resfriamento pode reduzir a quantidade de vapor d’água na atmosfera, enfraquecendo o efeito estufa e intensificando o resfriamento. Esse mesmo mecanismo de feedback também pode amplificar o aquecimento.
Aerossóis, partículas de cinzas e vapor d’água liberados por erupções vulcânicas e incêndios florestais não só influenciam o balanço de radiação, mas também afetam reações químicas e processos de transporte atmosférico, modificando o conteúdo de ozônio na estratosfera. Partículas de fumaça, por exemplo, podem ativar cloro de forma heterogênea, reduzindo o cloreto de hidrogênio e aumentando o monóxido de cloro na estratosfera. Além do dióxido de enxofre, grandes erupções podem liberar grandes quantidades de compostos de cloro e bromo. A erupção do vulcão Samalas em 1257, uma das mais intensas do Holoceno, liberou aproximadamente 158 milhões de toneladas de dióxido de enxofre, 227 milhões de toneladas de cloro e 1,3 milhão de toneladas de bromo.

### A erupção do Pinatubo em 1991

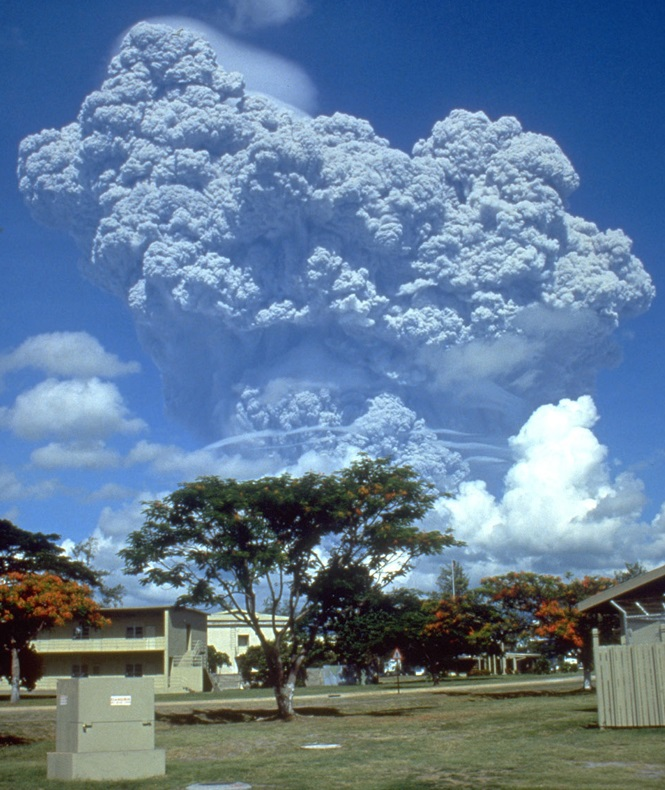
Erupção do Pinatubo em 1991

A erupção do Monte Pinatubo, em junho de 1991, foi a mais significativa do século XX e teve seus efeitos amplamente acompanhados por diversos instrumentos da NASA e da NOAA (Administração Nacional Oceânica e Atmosférica), a agência norte-americana responsável por monitorar oceanos e atmosferas. Entre os equipamentos utilizados estavam o Experimento II de Aerossol e Gás Estratosférico, instalado no Satélite de Orçamento de Radiação Terrestre da NASA, além de balões, aeronaves e dispositivos terrestres, todos focados em medir as emissões de dióxido de enxofre, a dispersão de aerossóis, bem como as concentrações de ozônio e outros gases residuais. Os dados obtidos foram fundamentais para compreender o impacto dessa erupção na camada de ozônio.
A explosão liberou cerca de 20 milhões de toneladas de dióxido de enxofre na atmosfera, equivalente a 30 milhões de toneladas de aerossóis de sulfato. Como a estratosfera não possui nuvens de chuva para remover essas partículas, elas permaneceram na camada por vários anos, sendo eliminadas apenas quando transportadas para a troposfera pela circulação atmosférica. Essa injeção de aerossóis na estratosfera resultou em um resfriamento da superfície terrestre que perdurou por anos.
Com o aumento da concentração de aerossóis e da área de superfície disponível, houve uma intensificação da ativação do cloro por meio de reações heterogêneas. Além disso, observou-se um crescimento na concentração de ácido nítrico, provocado pela hidrólise ampliada do pentóxido de dinitrogênio na superfície dos aerossóis de sulfato. Esses fenômenos contribuíram para a destruição da camada de ozônio em latitudes médias, uma vez que a hidrólise do pentóxido reduziu as concentrações de espécies de NOx. Isso, por sua vez, aumentou indiretamente a destruição catalítica do ozônio pelo monóxido de cloro, já que ele deixou de ser convertido em nitrato de cloro, uma forma cataliticamente inativa.

### A erupção vulcânica de Hunga Tonga em 2022

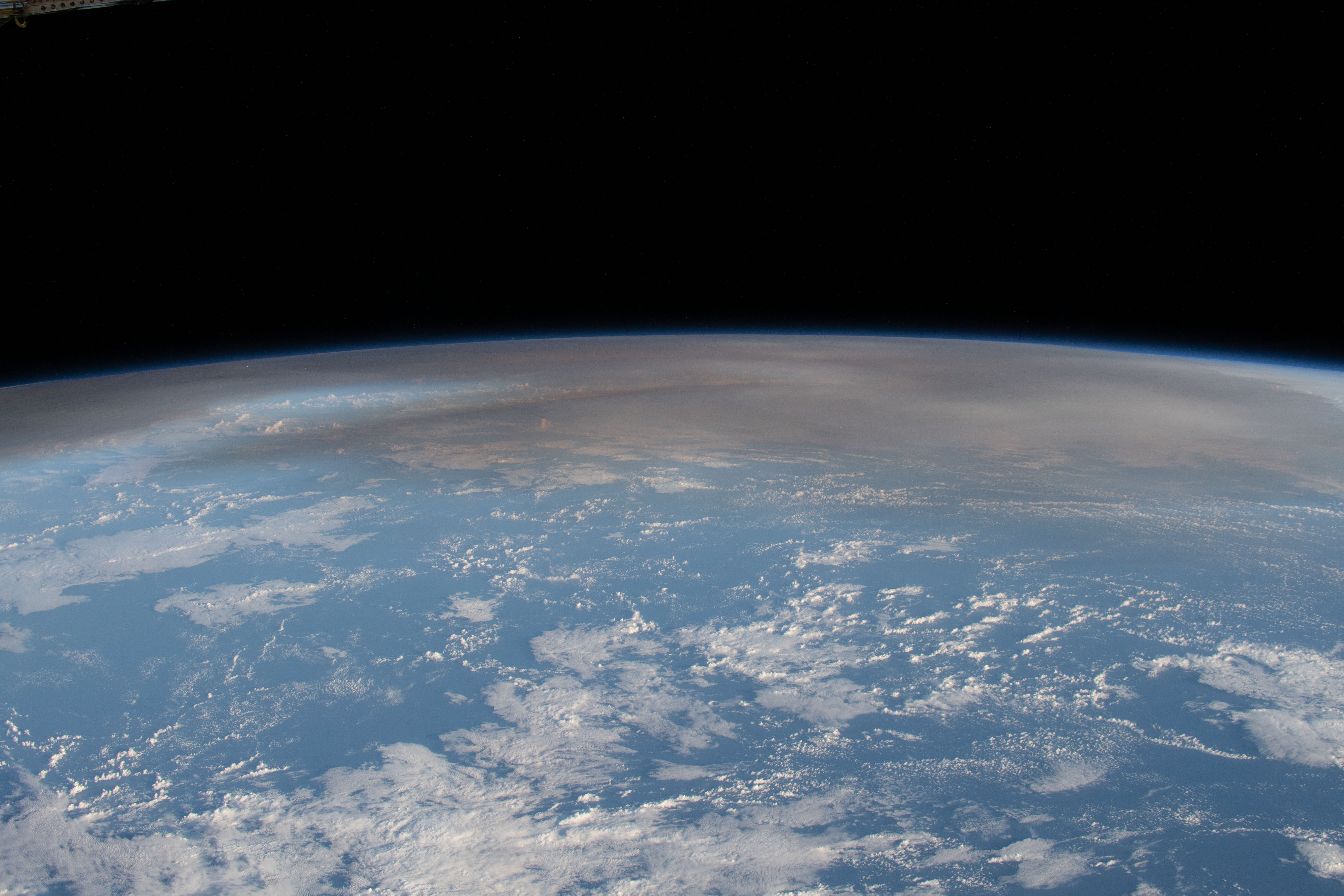
A pluma atmosférica da erupção vulcânica de Hunga Tonga vista da Estação Espacial Internacional

A erupção do vulcão Hunga Tonga, em 2022, lançou cerca de 150 milhões de toneladas de água a uma altitude de até 55 quilômetros, registrando a pluma vulcânica mais alta já observada. Esse evento causou aquecimento estratosférico e uma redução de 0,5 ppmv no ozônio na região da pluma vulcânica, indicando uma ativação heterogênea significativa do cloro, provavelmente desencadeada pela presença de aerossóis vulcânicos úmidos.
Depois de o menor buraco na camada de ozônio da Antártica desde 1982 ser registrado em 2019, em setembro de 2023, ele alcançou 26 milhões de quilômetros quadrados, tornando-se o 12º maior desde 1979. Esse aumento foi possivelmente influenciado pela pluma de vapor d’água emitida pela erupção do Hunga Tonga. O excesso de água na atmosfera aumentou a concentração de radicais hidroxila, o que contribuiu para a destruição da camada de ozônio na estratosfera superior. Na estratosfera inferior, o excesso de água provavelmente intensificou a formação de nuvens polares estratosféricas, exacerbando a destruição do ozônio induzida por compostos halogenados.

### Principais províncias magmáticas
As principais províncias magmáticas estão associadas a pelo menos três, e possivelmente todas as cinco, grandes extinções em massa na história da Terra. Algumas dessas erupções, como as que ocorreram na Sibéria e na Índia, duraram milhões de anos e geraram impactos ambientais significativos. Evidências como esporos e pólens mutantes encontrados nas fronteiras Permiano-Triássico e Triássico-Jurássico sugerem que a atividade vulcânica pode ter causado destruição na camada de ozônio, expondo a flora a níveis elevados de radiação UV-B e causando danos severos.
Além disso, fenômenos como aquecimento global, chuvas ácidas e o aumento de metais tóxicos nos oceanos contribuíram para as perturbações ambientais, potencialmente agravadas pela destruição da camada de ozônio. Contudo, avaliar o impacto isolado de cada um desses fatores nas extinções em massa permanece um desafio.

### Impacto dosIncêndios florestais

Transporte de fumaça de incêndio florestal da fonte de emissão para as regiões polares

Grandes incêndios florestais, como os que ocorreram na Austrália em 2019/2020, geram nuvens pirocumulonimbus que transportam fumaça e gases residuais para a estratosfera. As partículas de fuligem produzidas nesses eventos são geralmente maiores do que as de sulfato, oferecendo uma área superficial mais ampla para reações químicas heterogêneas. Além disso, a fuligem aquece a estratosfera de forma mais eficaz, pois absorve tanto a radiação solar que entra quanto a radiação infravermelha que sai. Esses efeitos, combinados com os gases residuais, resultaram na destruição de cerca de 50 unidades Dobson de ozônio nas massas de ar afetadas.
Os incêndios florestais australianos de 2020 causaram o primeiro impacto significativo na temperatura global da estratosfera inferior desde a erupção do Monte Pinatubo em 1991. Meses após os incêndios, foi registrado um esgotamento de ozônio na estratosfera em latitudes médias.
De forma semelhante, os incêndios florestais boreais no Hemisfério Norte em 2019 causaram uma grave destruição da camada de ozônio estratosférico no Ártico em 2020, atribuída à influência dos aerossóis orgânicos gerados. Medições lidar de aerossóis indicaram um aumento significativo no número de partículas e na concentração de superfície. As concentrações de partículas de fumaça em 2020 foram aproximadamente 10 vezes maiores do que o nível de fundo de aerossóis estratosféricos, e em 2021 permaneceram cerca de 5 vezes mais elevadas.

### A camada Junge
A camada Junge, batizada em homenagem a Christian Junge, ex-diretor do Instituto Max Planck de Química em Mainz, é uma camada global de aerossóis localizada entre 15 e 30 quilômetros de altitude, com uma espessura variando de 3 a 9 quilômetros. Ela é composta por aerossóis diluídos, predominantemente de ácido sulfúrico. Esses aerossóis se formam a partir da oxidação de compostos contendo enxofre, como dióxido de enxofre, sulfeto de hidrogênio, sulfeto de dimetila, dissulfeto de carbono e sulfeto de carbonila, originados de fontes vulcânicas e biológicas.
As reações heterogêneas, em que gases reativos são liberados a partir de gases de reservatório, não ocorrem apenas nas nuvens estratosféricas polares, mas também em latitudes médias. Nessas regiões, as gotículas de sulfato presentes na camada Junge oferecem superfícies para esses processos, incluindo a liberação de cloro molecular, contribuindo para a dinâmica química da atmosfera.
{\displaystyle \mathrm {ClONO_{2}+HCl\xrightarrow {\ } HNO_{3}+Cl_{2}} }
{\displaystyle \mathrm {HCl+HOCl\xrightarrow {\ } H_{2}O+Cl_{2}} }

## Efeitos da destruição da camada de ozônio
| Faixa UV | Comprimento de onda em [nm] |
| -------- | --------------------------- |
| UV-A     | 380-315                     |
| UV-B     | 315-280                     |
| UV-C     | 280-100                     |

Os impactos da destruição da camada de ozônio na saúde podem ser classificados como diretos e indiretos. Um efeito direto é o aumento da radiação UV atingindo a pele ou os olhos, causando danos agudos, como queimaduras solares, e crônicos, como câncer de pele e cataratas. Indiretamente, o aumento da radiação UV na troposfera pode intensificar a formação de ozônio troposférico, associado a doenças respiratórias.
A radiação UV é dividida em UV-A, UV-B e UV-C. Enquanto a radiação UV-C, altamente prejudicial, é totalmente absorvida pelo oxigênio e ozônio na atmosfera superior, cerca de 95% da UV-B é filtrada pela camada de ozônio. A radiação ultravioleta representa 8-9% da radiação solar, sendo 6,3% de UV-A e 1,5% de UV-B. Segundo a Agência de Proteção Ambiental dos EUA (EPA), uma redução de 1% no ozônio estratosférico aumenta em 2% a radiação UV-B que atinge a superfície.
Embora a radiação UV-B tenha efeitos positivos, como sua contribuição para a síntese de vitamina D e na fotoquimioterapia (UV-A), o aumento dessa radiação é prejudicial, pois proteínas e ácidos nucleicos podem ser danificados pela sua absorção.
O buraco na camada de ozônio sobre a Antártida chegou a ser tão extenso que afetou regiões como Austrália, Nova Zelândia, Chile, Argentina e África do Sul. Em 2005, Quito, no Equador, registrou índices UV entre 14 e 20 sob céu limpo, valores muito acima do limite seguro de 11 estabelecido pela OMS. Em 2003, nos Andes bolivianos, foi medido o índice UV mais alto já registrado no solo, alcançando 43,3, representando um nível extremo de radiação UV-B.

### Efeitos na saúde

#### Câncer de pele

Melanoma maligno da pele

Um dos principais efeitos negativos da destruição da camada de ozônio na saúde humana é o aumento na incidência de câncer de pele, devido à maior exposição à radiação UV-B, que possui forte efeito cancerígeno. Segundo a Agência de Proteção Ambiental dos EUA (EPA), um aumento de 1% na radiação UV-B está associado a um crescimento de 2 a 5% nos casos de câncer de pele não melanoma, além de contribuir para o aumento no melanoma maligno.
Na Alemanha, em 2020, o melanoma maligno representou 4,7% dos casos de câncer em homens e 4,9% em mulheres, sendo o quarto tipo de câncer mais comum entre elas, atrás do câncer de mama, cólon e pulmão. Esses números não incluem os casos de câncer de pele não melanoma.
Modelos da EPA indicam que as pessoas nascidas entre 1960 e 1980 estão mais vulneráveis ao aumento da incidência de câncer de pele, pois foram expostas a doses cumulativas mais altas de radiação UV-B durante suas vidas. No entanto, com a recuperação gradual da camada de ozônio, espera-se que não haja aumento na incidência de câncer de pele entre aqueles nascidos após 2040.
A Austrália apresentou, em 2023, uma incidência de câncer de pele de 80,6 casos por 100 mil homens e 51,5 por 100 mil mulheres, números muito superiores aos da Alemanha em 2020, que foram de 19,9 e 19,1, respectivamente. Essa alta incidência australiana resulta da combinação de uma população majoritariamente de pele clara com elevada exposição à radiação UV. Em 2020, a Austrália foi estimada pela Agência Internacional de Pesquisa sobre o Câncer (IARC) como o país com a maior incidência de melanoma padronizada por idade no mundo.

#### Catarata

Catarata no olho humano

A radiação UV, especialmente a UV-B, está associada a um risco aumentado de catarata, caracterizada pela turvação do cristalino, sendo a principal causa de problemas de visão e cegueira em todo o mundo. Apesar de várias causas relacionadas à idade para o desenvolvimento de cataratas, a exposição contínua à radiação UV-B é um fator significativo, com uma relação mais clara observada no caso das cataratas corticais.
Em 2015, aproximadamente 35% de todos os casos de cegueira global foram atribuídos à catarata. Estimativas indicam que, para cada 1% de destruição da camada de ozônio em relação aos níveis de 1980, a incidência de catarata pode aumentar de 0,5% a 0,6%, resultando em cerca de 100.000 a 150.000 novos casos de cegueira relacionada à condição globalmente.
Além das cataratas, a radiação UV-B pode também causar carcinoma espinocelular da córnea e da conjuntiva, agravando os impactos oculares da exposição excessiva à radiação ultravioleta.

#### Sistema imunológico
O Protocolo de Montreal criou um comitê para avaliar os impactos ambientais associados à destruição da camada de ozônio. Entre suas conclusões, destaca-se que a exposição prolongada a altos níveis de radiação UV pode enfraquecer o sistema imunológico humano.
A radiação UV-B interfere diretamente na resposta imune ao desativar parte das funções dos glóbulos brancos, que são essenciais para combater infecções e doenças. Além disso, ela estimula a produção de células T reguladoras, que têm a função de suprimir as respostas imunitárias do organismo, tornando-o mais vulnerável a agentes patogênicos e a algumas condições autoimunes.
Esse efeito imunossupressor ressalta a importância da preservação da camada de ozônio para proteger a saúde humana e reduzir os riscos associados ao aumento da radiação UV.

#### Doenças em animais

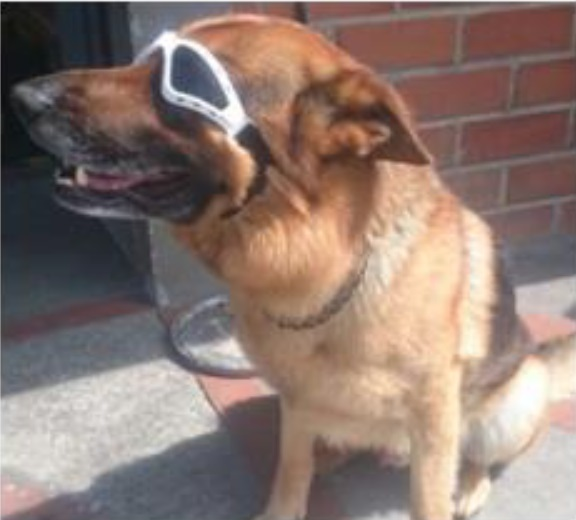
Pastor Alemão com óculos de proteção UV

A ceratite, uma doença inflamatória da córnea, é especialmente comum em raças de cães como pastor alemão, border collie, galgo, husky siberiano e pastor australiano. Embora o mecanismo exato ainda não seja totalmente compreendido, sabe-se que os animais expostos a altos níveis de radiação UV apresentam sintomas clínicos mais graves. Para reduzir os efeitos da radiação UV, recomenda-se o uso de óculos de proteção UV em cães afetados, a fim de evitar a exposição prolongada à radiação.
Além disso, estudos mostram que animais marinhos também sofrem os impactos da destruição da camada de ozônio. Um aumento nos danos epidérmicos, como queimaduras solares agudas e graves, foi observado em baleias na costa da Califórnia. Biópsias de mais de 150 baleias azuis, baleias jubarte e cachalotes no Golfo da Califórnia revelaram células formadas pelo dano ao DNA causado pela radiação UV. Esses danos foram atribuídos ao aumento da radiação UV devido à degradação da camada de ozônio.
Em peixes, o aumento da radiação UV também tem causado efeitos adversos, tornando-os mais suscetíveis a infecções bacterianas, por nemátodes e protozoários. Para mitigar esses impactos, os peixes desenvolveram estratégias como a pigmentação e a escolha de habitats menos expostos à radiação UV intensa. Esses exemplos evidenciam como a destruição da camada de ozônio afeta diversos grupos de animais, desde mamíferos terrestres até espécies aquáticas.

### Ecossistemas

#### Terrestres
Os ecossistemas terrestres englobam uma variedade de ambientes, incluindo terras agrícolas, florestas, pastagens, savanas, desertos e tundras. O aumento na radiação UV-B afeta a vegetação de diversas formas, prejudicando o equilíbrio desses ecossistemas. A fotossíntese, processo essencial para o crescimento das plantas, é particularmente impactada pela formação de espécies reativas de oxigênio (EROs), que danificam os pigmentos fotossintéticos, prejudicando a capacidade das plantas de realizar esse processo vital.
Além dos danos diretos causados pela radiação UV, o aumento dessa radiação também contribui para o aumento da concentração de ozônio troposférico. O ozônio troposférico tem um efeito oxidante, o que pode inibir o crescimento das plantas, afetando a produtividade das culturas e dos ecossistemas naturais.
Adicionalmente, a radiação UV influencia a decomposição do material orgânico, como serrapilheira e resíduos vegetais. Isso altera a disponibilidade de nutrientes essenciais para o crescimento das plantas. A radiação UV tende a reduzir a taxa de decomposição biótica, ou seja, a decomposição realizada por organismos vivos, enquanto favorece a degradação abiótica, que ocorre sem a intervenção de organismos. Essas mudanças podem afetar a ciclagem de nutrientes e a saúde geral dos ecossistemas terrestres, comprometendo sua capacidade de sustentar a biodiversidade.

#### Aquáticos
Os ecossistemas aquáticos desempenham um papel crucial na manutenção da vida na Terra, e o aumento da radiação UV tem demonstrado efeitos negativos significativos nesses sistemas. Organismos essenciais, como fitoplâncton, zooplâncton, crustáceos, larvas de caranguejo e peixes juvenis, estão particularmente vulneráveis a esse aumento de radiação. O fitoplâncton, que constitui a base da cadeia alimentar aquática, é especialmente afetado, e seu declínio pode levar a uma redução significativa na produção global de biomassa. Além disso, como o fitoplâncton marinho absorve dióxido de carbono, a diminuição de sua população reduziria a capacidade dos oceanos de captar esse gás, o que contribui para o aumento do aquecimento global.
Apesar dos impactos observados, ainda há uma falta de estudos aprofundados sobre como a radiação UV-B afeta a estrutura e as funções globais dos ecossistemas aquáticos. Uma possível mudança na dinâmica populacional, como o declínio de uma espécie sensível à UV e o crescimento de uma espécie mais tolerante, poderia teoricamente compensar algumas dessas perdas. No entanto, ainda não está claro como essas mudanças estruturais podem influenciar o equilíbrio ecológico global ou se terão consequências a longo prazo para a funcionalidade desses ecossistemas. Mais pesquisas são necessárias para entender completamente esses efeitos e suas implicações.

### Fotodegradação de materiais de construção

Banda carbonila por volta de 1700 cm ^{-1} no espectro IR do polietileno devido à degradação UV

Biopolímeros, como a madeira, e plásticos produzidos industrialmente desempenham um papel crucial na indústria da construção, especialmente em materiais expostos ao sol, como telhados, revestimentos de plástico ou madeira, caixilhos de janelas e tubos de plástico. Na Europa Ocidental e nos Estados Unidos, cerca de um terço dos plásticos produzidos são utilizados na construção e na agricultura. No entanto, esses materiais sofrem degradação acelerada devido ao aumento da radiação UV-B, o que reduz sua durabilidade e vida útil.
Isso significa que, com a destruição da camada de ozônio e o aumento da exposição à radiação UV, materiais que anteriormente eram duráveis se tornam mais suscetíveis ao desgaste e à deterioração. Uma possível solução seria substituir esses materiais por alternativas mais resistentes à luz solar, mas essa substituição aumentaria os custos e representaria um encargo financeiro adicional devido à destruição da camada de ozônio.
Os efeitos da radiação UV-B em materiais como plástico e madeira incluem a formação de grupos carbonila, um indicador de processos de oxidação que contribuem para a degradação desses materiais. 
Esse processo pode ser demonstrado, por exemplo, pelo surgimento de uma banda de carbonila no espectro infravermelho, que é uma etapa fundamental na degradação desses materiais.
A radiação UV também provoca a decomposição dos plásticos em microplásticos e nanoplásticos, além de lixiviar aditivos presentes nos plásticos. A toxicidade dos produtos resultantes dessa degradação ainda não é totalmente conhecida, e os efeitos biológicos desses produtos permanecem pouco claros.

### Impacto nas mudanças climáticas

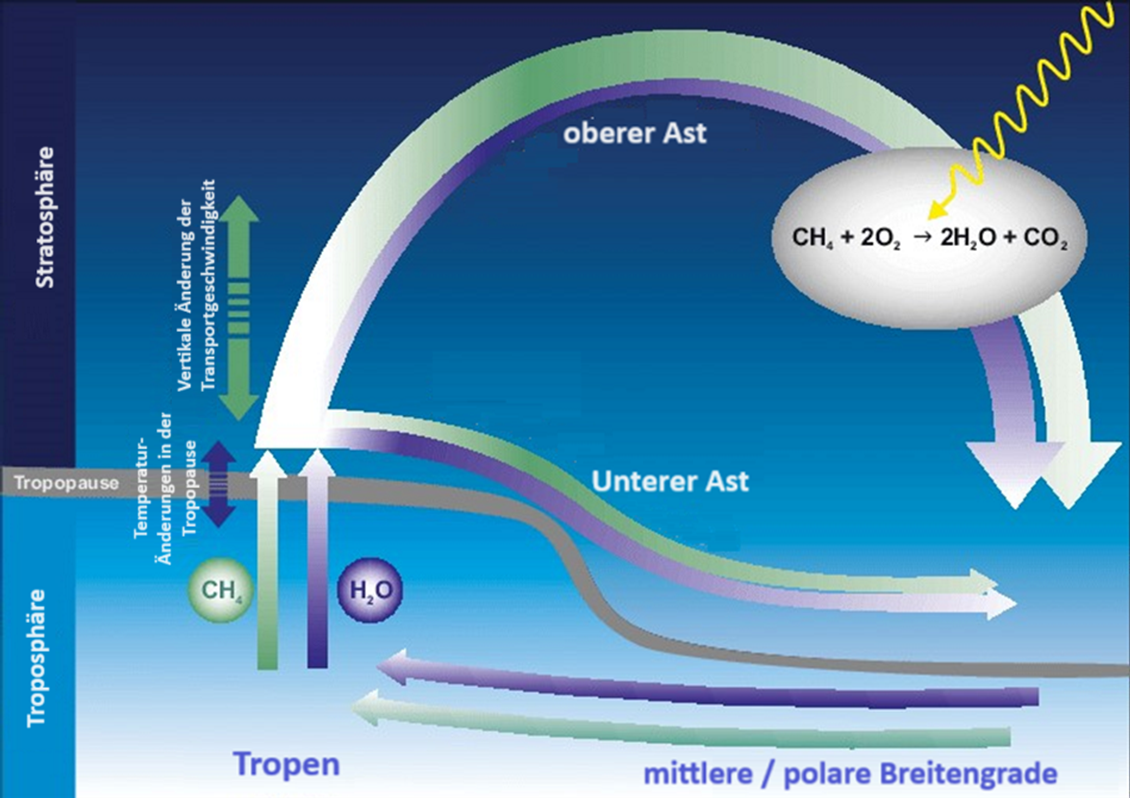
Rotas de transporte de vapor d'água e metano na circulação Brewer-Dobson

As mudanças climáticas ocorrem devido à ação dos gases de efeito estufa no sistema climático global, enquanto a destruição da camada de ozônio é causada por determinadas substâncias. Embora a destruição da camada de ozônio e as mudanças climáticas não sejam causas diretas uma da outra, há áreas em que elas estão interligadas. Uma conexão clara é que as substâncias responsáveis pela destruição do ozônio, bem como o ozônio em si, são também gases de efeito estufa. A absorção de radiação infravermelha emitida pela Terra pelo ozônio acontece tanto na estratosfera quanto na troposfera, e, juntamente com o aquecimento da estratosfera pela absorção de radiação UV, afeta a estrutura térmica da atmosfera.
O aumento das concentrações de gases de efeito estufa é uma das principais causas da amplificação polar, isto é, do aquecimento mais acentuado das temperaturas na superfície do Ártico em comparação com a média global. Modelos climáticos indicam que a contribuição das substâncias que destroem a camada de ozônio no aquecimento do Ártico e na perda de gelo marinho representa cerca de 52% a 59% do aquecimento provocado pelo dióxido de carbono. Esse efeito é principalmente causado pelo aquecimento direto pela radiação e não pela destruição da camada de ozônio. Esse processo é potencializado pela proliferação de algas vermelhas na neve e grânulos de crioconita, que reduzem o albedo e aceleram o derretimento do gelo.
Entre 1980 e 2018, a circulação Brewer-Dobson acelerou, com um aumento relativo de 1,7% ao ano, provavelmente devido às mudanças climáticas causadas pelos gases de efeito estufa. Esse aumento na circulação pode resultar em maior poluição de ozônio troposférico, com o aumento da concentração de ozônio estratosférico. A circulação mais rápida de Brewer-Dobson contribui para a entrada de mais vapor d'água e metano na estratosfera. O metano desempenha um papel importante na química estratosférica, formando gases de reservatório, como o cloreto de hidrogênio, e sua oxidação gera mais vapor d’água, que, por sua vez, libera radicais hidroxila que destroem o ozônio e participam de várias reações na estratosfera. Além disso, o vapor d'água é um componente importante das nuvens estratosféricas polares, que desempenham um papel significativo na destruição da camada de ozônio no vórtice polar.
A teoria das mudanças climáticas prevê um aquecimento da troposfera e um resfriamento da estratosfera. Temperaturas mais baixas durante os invernos mais frios promovem a formação de nuvens estratosféricas polares, que, por sua vez, aceleram a destruição do ozônio. Portanto, as mudanças climáticas induzidas pelo homem podem atenuar parcialmente os efeitos benéficos do Protocolo de Montreal na proteção da camada de ozônio.

## Medição de ozônio e outros gases residuais
O monitoramento das concentrações de ozônio e a identificação de outros gases residuais são realizados por meio de instrumentos instalados em satélites e aeronaves, além de sondas em balões meteorológicos e dispositivos terrestres. As estações em solo acompanham os níveis de ozônio utilizando balões meteorológicos, espectrofotômetros lidar e instrumentos Dobson. Os métodos padrão de sensoriamento remoto também incluem fotometria de ozônio por absorção UV de feixe duplo, espectroscopia no infravermelho com transformada de Fourier, espectroscopia de absorção óptica diferencial e radiometria de micro-ondas. A transmissão e o processamento desses dados meteorológicos são realizados por meio do “Sistema Global de Telecomunicações”, uma rede gerenciada pela Organização Meteorológica Mundial.

### Medições baseadas no solo

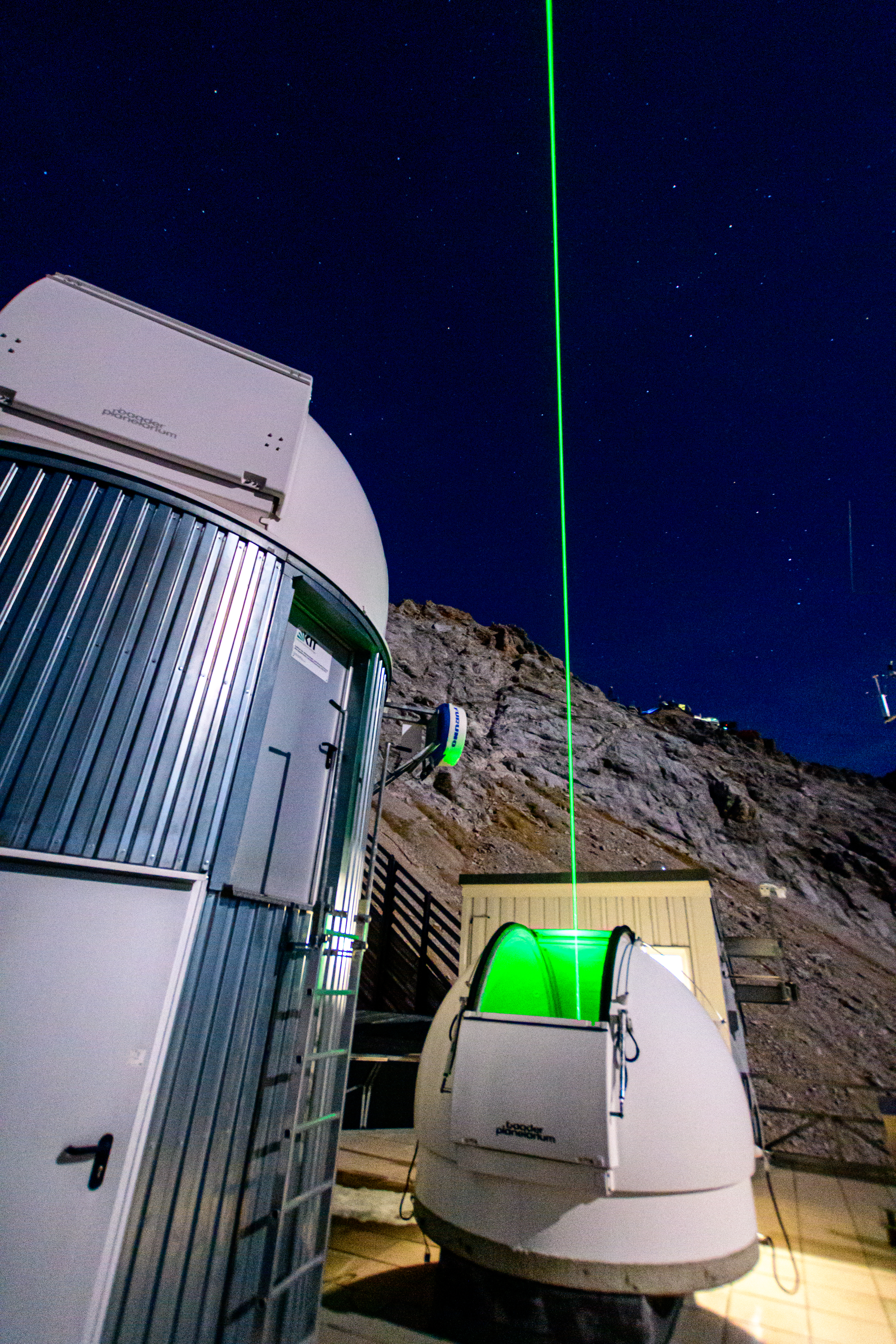
Aerossol lidar no Zugspitze

Um espectrofotômetro Dobson é um instrumento terrestre projetado para medir o conteúdo de ozônio na atmosfera, comparando a intensidade da luz ultravioleta (UV) em comprimentos de onda que são fortemente e fracamente absorvidos pelo ozônio. Os resultados são expressos em unidades Dobson (DU), onde 100 DU equivalem a uma camada de ozônio com 1 milímetro de espessura, considerando condições padrão de temperatura e pressão. O primeiro espectrofotômetro Dobson foi construído por Gordon Dobson na década de 1920, com o objetivo de investigar variações na coluna de ozônio. As observações contínuas começaram em 1925 em Arosa, na Suíça, conduzidas por Paul Götz. Esses registros, junto a outras medições de longo prazo, foram fundamentais para compreender as flutuações na concentração de ozônio antes do impacto dos clorofluorocarbonetos na camada de ozônio.
Vários instrumentos construídos por Dobson ainda estão em uso no século XXI. A exatidão desses instrumentos, ou seja, o quanto os valores medidos se aproximam do valor real, é de aproximadamente ±1%. A precisão, definida como a reprodutibilidade dos resultados em medições repetidas sob as mesmas condições, é estimada em 3%. Contudo, a precisão é mais difícil de avaliar, pois depende tanto das características do dispositivo quanto das condições de observação específicas.
Os sistemas Lidar são amplamente utilizados para medir perfis de concentração de aerossóis e gases atmosféricos, como vapor d'água, ozônio, dióxido de enxofre, óxidos de nitrogênio, metano e cloreto de hidrogênio. Este método, conhecido como "detecção e alcance de luz", utiliza lasers pulsados para escanear a atmosfera. A luz do laser interage com partículas e moléculas, sendo retroespalhada. A radiação retroespalhada é então captada por um telescópio próximo ao emissor do laser.
Existem dois tipos principais de sistemas Lidar usados para essas análises: o Lidar Raman e o Lidar de Absorção Diferencial (DIAL). No Lidar Raman, mede-se o espalhamento do laser causado pelo efeito Raman, onde a mudança de frequência observada é característica de cada molécula, permitindo determinar sua concentração. Já o sistema DIAL emite dois feixes de laser em comprimentos de onda diferentes: um ajustado para coincidir com uma linha de absorção molecular específica e outro em um comprimento de onda próximo, sem absorção molecular. A diferença de intensidade entre os feixes permite calcular a proporção de moléculas específicas na atmosfera. Além disso, a altura da retroespalha pode ser determinada pela diferença de tempo entre a emissão do pulso e o retorno da radiação ao telescópio.
Esses sistemas podem ser utilizados em estações terrestres, aeronaves ou satélites, dependendo da aplicação.

### Medições de balão

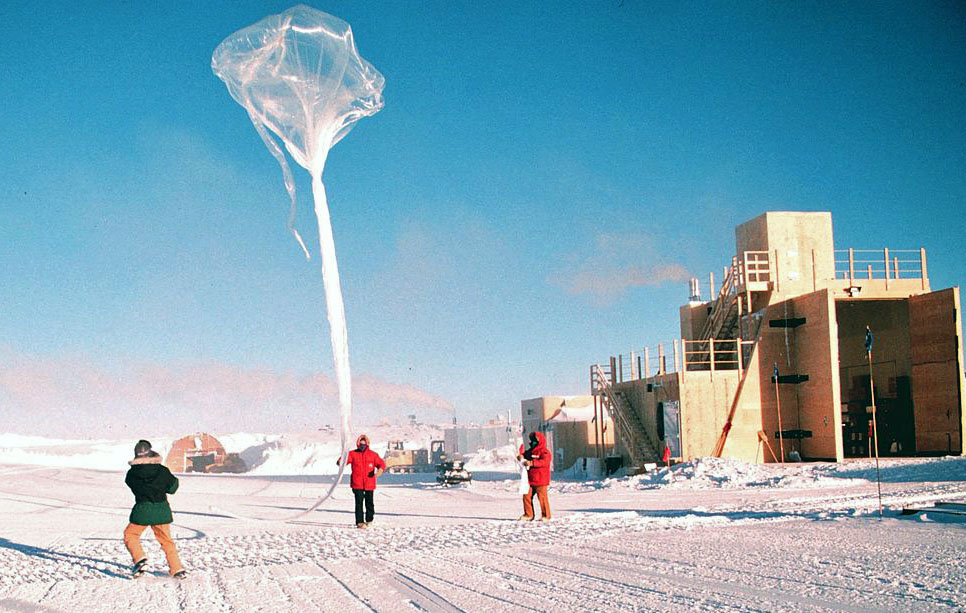
Lançamento de um balão meteorológico no Polo Sul para medir o ozônio usando uma sonda de ozônio

As sondas eletroquímicas de ozônio, acopladas a balões meteorológicos, permitem medir a concentração de ozônio enquanto o balão sobe a altitudes de aproximadamente 30 a 35 quilômetros. Essas sondas possuem duas células eletrolíticas, ambas contendo uma solução de iodeto de potássio. O ar amostrado é bombeado através da solução, onde o ozônio reage com o iodeto de potássio na presença de água, produzindo iodo, oxigênio e hidróxido de potássio:
{\displaystyle {\ce {2 KI + O3 + H2O -> I2 + O2 + 2 KOH}}}
A reação cria um desequilíbrio entre as células, gerando uma corrente elétrica proporcional à pressão parcial de ozônio no ar. Uma das vantagens desse método é a compactação da célula, que utiliza apenas alguns mililitros de solução de iodeto de potássio, além de ser relativamente barata de fabricar.
As sondas de ozônio fornecem informações com resolução vertical de cerca de 150 metros, considerando o tempo de reação da célula eletroquímica (20 a 30 segundos) e a velocidade de subida do balão (aproximadamente 6 metros por segundo).
Outro modelo comum é a sonda Brewer-Mast, que utiliza dois eletrodos feitos de metais diferentes imersos em uma solução tamponada de iodeto de potássio. Os dados coletados, incluindo pressão do ar, umidade e temperatura, são transmitidos por rádio de uma radiossonda para a estação terrestre, possibilitando uma análise detalhada das condições atmosféricas.

### Medições de aeronaves

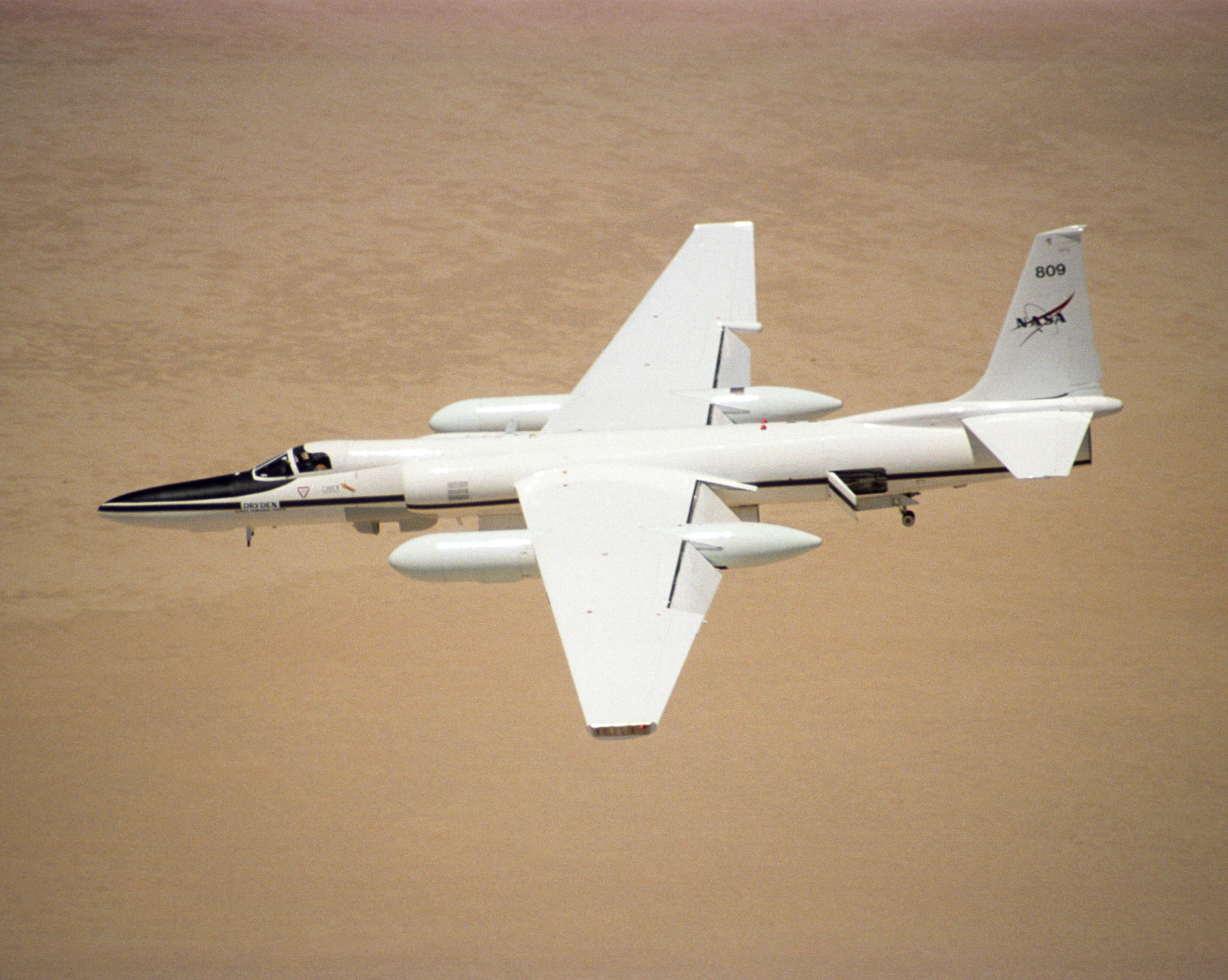
Versão da NASA do Lockheed U-2R, um Lockheed ER-2, pousando

Na estratosfera inferior, medições químicas são realizadas utilizando aeronaves e drones. A NASA e a NOAA empregam diversas plataformas de alta altitude, como duas versões modificadas do Lockheed U-2, conhecidas como ER-2 (Earth Resources), e, desde outubro de 2009, os drones Global Hawk. Já na década de 1970, a NASA utilizou dois WB-57F Canberras, identificados como NASA 926 e NASA 928, para estudos atmosféricos em grandes altitudes. Essas aeronaves operam a cerca de 20 quilômetros de altitude, com alcances variando entre 4.600 e 18.500 quilômetros.
Além de estudos meteorológicos, essas missões focaram na medição de gases fotoquimicamente ativos, investigando processos em nuvens estratosféricas polares e reações heterogêneas que contribuem para a destruição da camada de ozônio nas regiões polares. Outro ponto de estudo foi o impacto das erupções vulcânicas e dos aerossóis de ácido sulfúrico na química do ozônio em latitudes médias.
Os instrumentos utilizados incluem um fotômetro de ozônio por absorção UV de feixe duplo, que utiliza radiação UV-C de 254 nanômetros emitida por uma lâmpada de vapor de mercúrio. A radiação é direcionada para duas câmaras de amostra idênticas: uma contendo o ar ambiente e outra com uma amostra limpa sem ozônio. Como o ozônio absorve intensamente a radiação nesse comprimento de onda, a concentração de ozônio é calculada com base na diferença de absorção entre as câmaras, alcançando uma precisão superior a 5%.

### Medições baseadas em satélite

Princípio da medição de gases residuais usando ocultação

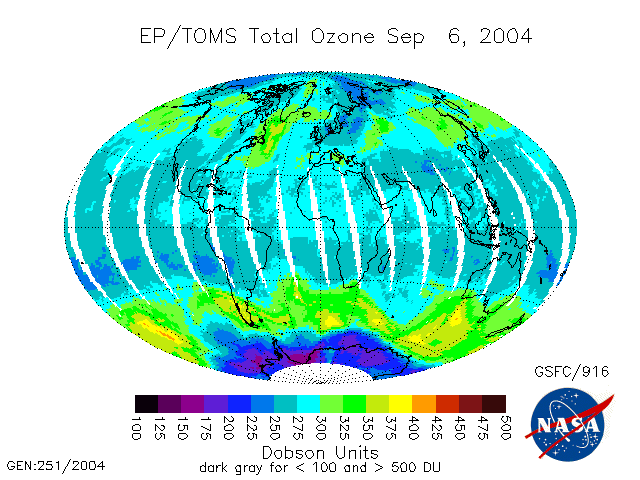
Valores globais de ozônio para 6 de setembro de 2004, obtidos pelo Total Ozone Monitoring Spectrometer

Os métodos mais comuns para determinar o ozônio por satélite incluem medições de radiação ultravioleta retroespalhada, espectroscopia no infravermelho e técnicas de ocultação. A ocultação envolve o estudo da atmosfera terrestre analisando a obstrução do Sol ou de estrelas nas faixas ultravioleta, visível e infravermelha próxima. A técnica de ocultação estelar permite determinar a distribuição noturna de gases residuais.
O primeiro instrumento espacial a aplicar a ocultação estelar para análise atmosférica foi o GOMOS (Monitoramento Global de Ozônio por Ocultação de Estrelas, do inglês, Global Ozone Monitoring by Occultation of Stars), a bordo do satélite europeu Envisat, em operação entre 2002 e 2012. Seu objetivo era mapear a distribuição de ozônio e outras substâncias, como dióxido de nitrogênio, radical nitrato e vapor d'água, na média atmosfera, em altitudes de 15 a 100 quilômetros.
Outro instrumento pioneiro, o Total Ozone Mapping Spectrometer (TOMS), utilizava o princípio da radiação ultravioleta retroespalhada e foi lançado em 1978 no satélite Nimbus-7 da NASA. O TOMS media a concentração de ozônio ao comparar a radiação UV solar com a radiação espalhada pela Terra, utilizando seis comprimentos de onda entre 310 e 380 nanômetros. Entre 1978 e 1996, quatro instrumentos TOMS foram colocados em órbita em vários satélites, incluindo um da Rússia e um do Japão. A última missão terminou em 2006. Antes do TOMS e de seu precursor, o Backscatter UV (BUV), testado em 1970 no satélite Nimbus-4, as medições de ozônio eram realizadas apenas localmente, com espectrofotômetros Dobson. O TOMS foi o primeiro instrumento a fornecer mapas globais atualizados diariamente sobre as concentrações de ozônio.
Como sucessor do TOMS, o Ozone Monitoring Instrument (OMI), em operação desde 2004 no satélite Aura, realiza medições de distribuição de aerossóis, como fumaça, poeira e gotículas de sulfato, além do ozônio total e de outros parâmetros atmosféricos relacionados à química do ozônio. Outro instrumento, o Global Ozone Monitoring Experiment-2 (GOME-2), está em operação no satélite MetOp desde 2006, medindo concentrações de ozônio, dióxido de nitrogênio, dióxido de enxofre, outros gases residuais e radiação ultravioleta.